# Liste de films tournés dans le département de la Dordogne
Un certain nombre d'œuvres cinématographiques et télévisuelles ont été tournées dans le département de la Dordogne.
Voici une liste à compléter de films, téléfilms, feuilletons télévisés, films documentaires... tournés dans le département de la Dordogne, classés par commune et lieu de tournage et date de diffusion.
- Haut – A
- B
- C
- D
- E
- F
- G
- H
- I
- J
- K
- L
- M
- N
- O
- P
- Q
- R
- S
- T
- U
- V
- W
- X
- Y
- Z

## Dordogne
Le tournage des œuvres figurant dans cette section a été effectué entièrement ou pour partie en Dordogne, sans que la commune soit identifiée précisément.
- Forêt de Lanmary :
  - 2011 : Désordres, film d'Étienne Faure[1].
- Sarladais :
  - 1998 : Julie est amoureuse, film de Vincent Dietschy[2].

- Lieu indéterminé :
  - 1976 : Destinée de Monsieur de Rochambeau, téléfilm de Daniel Le Comte[3].
  - 1978 : Play of the week, série télévisée, épisode Renoir, my father réalisé par Alan Cooke[3].
  - 1978 : Ne pleure pas film de Jacques Ertaud[3].
  - 1991 : Aux yeux du monde film d'Éric Rochant[3].
  - 2001 : Love in a cold climate, série télévisée de Tom Hooper[3].

## A
- Haut – A
- B
- C
- D
- E
- F
- G
- H
- I
- J
- K
- L
- M
- N
- O
- P
- Q
- R
- S
- T
- U
- V
- W
- X
- Y
- Z

Agonac

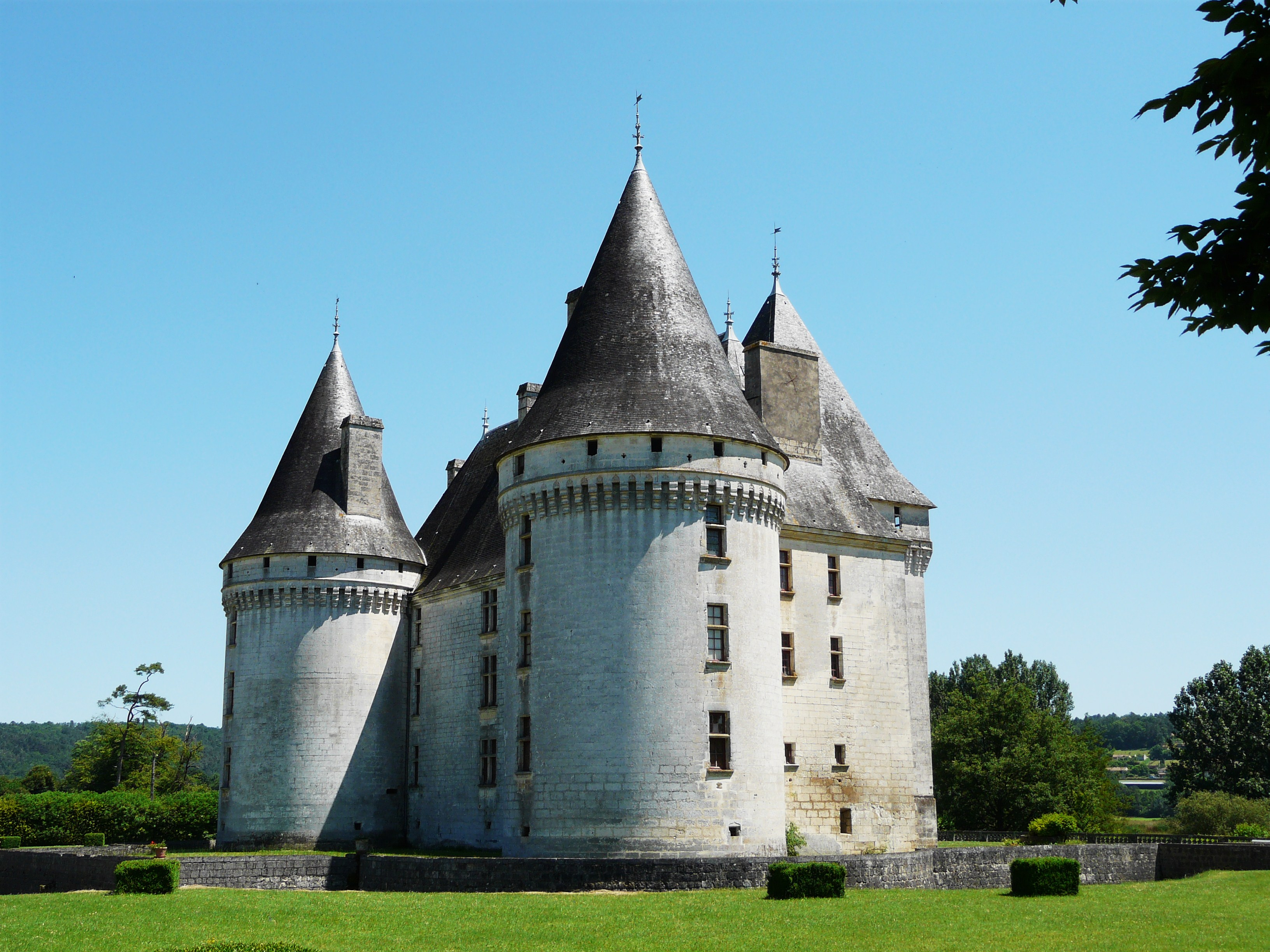
Le château des Bories à Antonne-et-Trigonant.

- - 2017 :  série télévisée Capitaine Marleau, saison 2, épisode 2 : La Mémoire enfouie de Josée Dayan[4],[5]

- Allas-les-Mines
  - 2022 : Les Enfants des justes, téléfilm de Fabien Onteniente (pont d'Allas[6]).

- Allemans
  - 2008 : Vilaine, film de Jean-Patrick Benes et Allan Mauduit[7].

- Annesse-et-Beaulieu
  - 2010 : Le Roman de ma femme, film de Jamshed Usmonov (route de Chignac, restaurant du château de Lalande)[3].

- Antonne-et-Trigonant
  - 2009 : 8 fois debout, film de Xabi Molia (forêt de Lanmary)[8].
  - 2010 : Nicolas Le Floch, série télévisée, épisode Le Grand veneur réalisé par Nicolas Picard-Dreyfuss (château des Bories)[3].
  - 2024 : Fortune de France, série télévisée de Christopher Thompson (château des Bories)[9].

- Audrix
  - 2017 : Les Fauves, film de Vincent Mariette (gouffre de Proumeyssac)[10].
  - 2018 : Mongeville épisode 19 : La Ferme de Louise (fête du village)[11].

## B
- Haut – A
- B
- C
- D
- E
- F
- G
- H
- I
- J
- K
- L
- M
- N
- O
- P
- Q
- R
- S
- T
- U
- V
- W
- X
- Y
- Z

- La Bachellerie

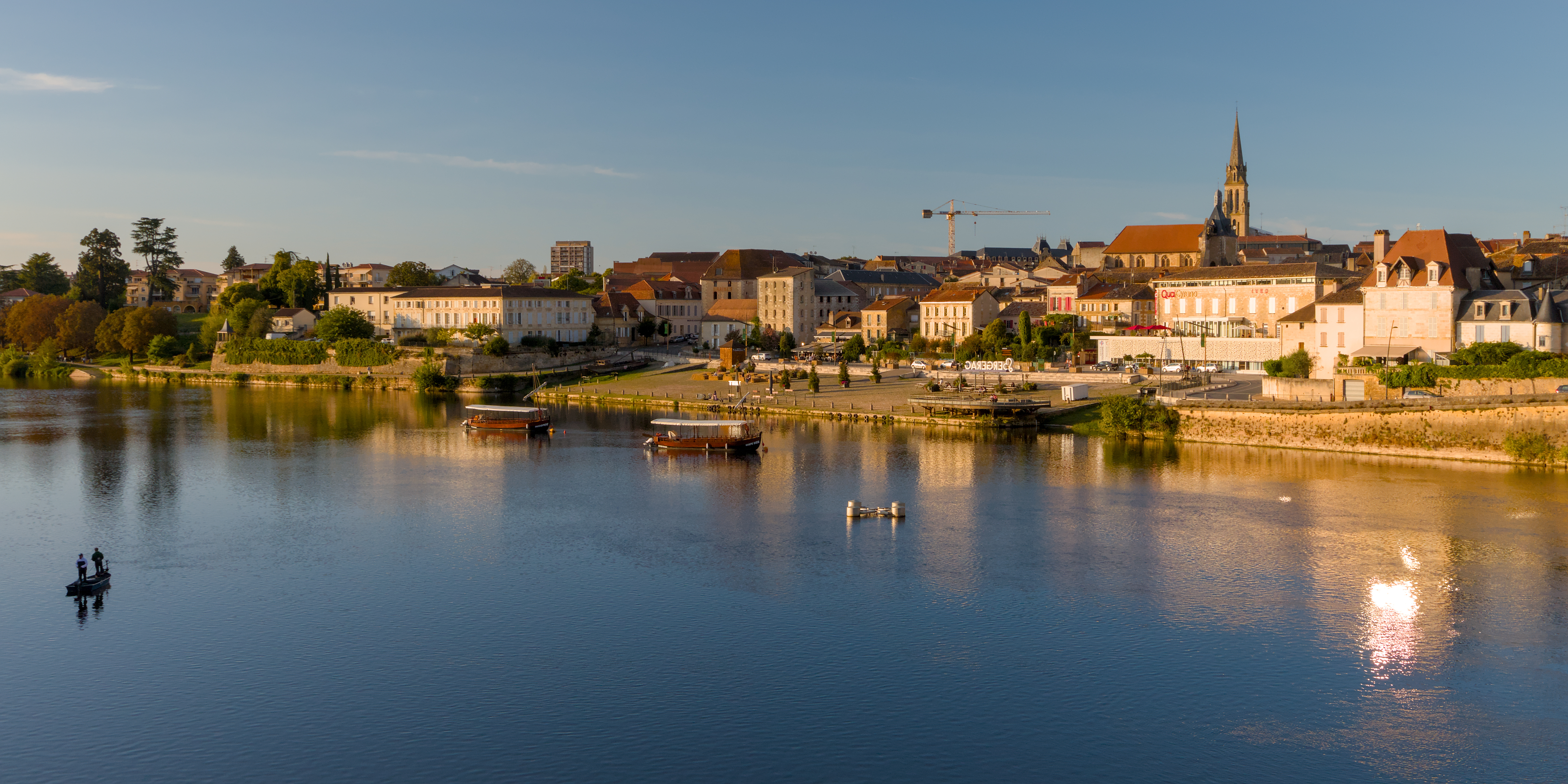
La Dordogne à Bergerac.

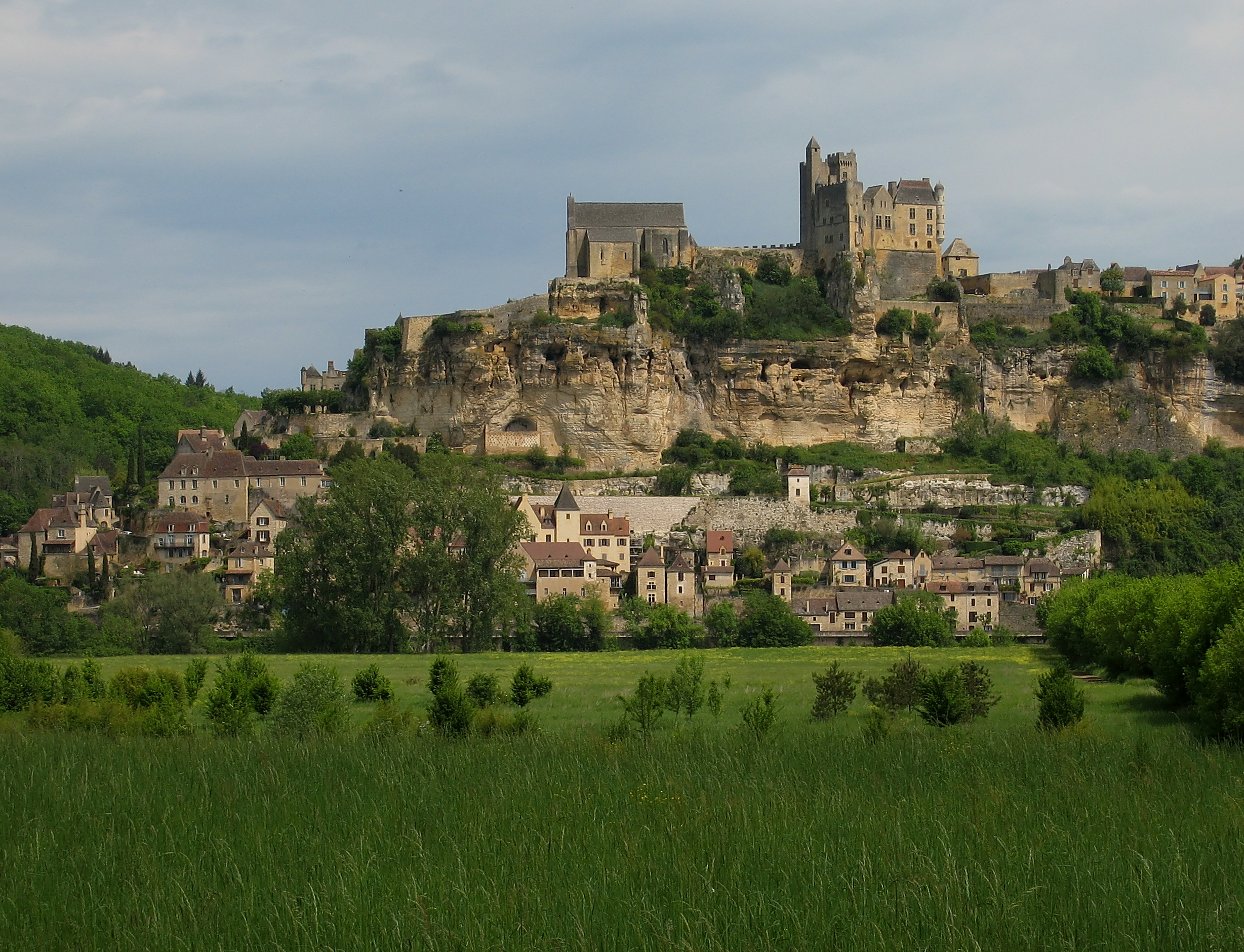
Le château de Beynac.

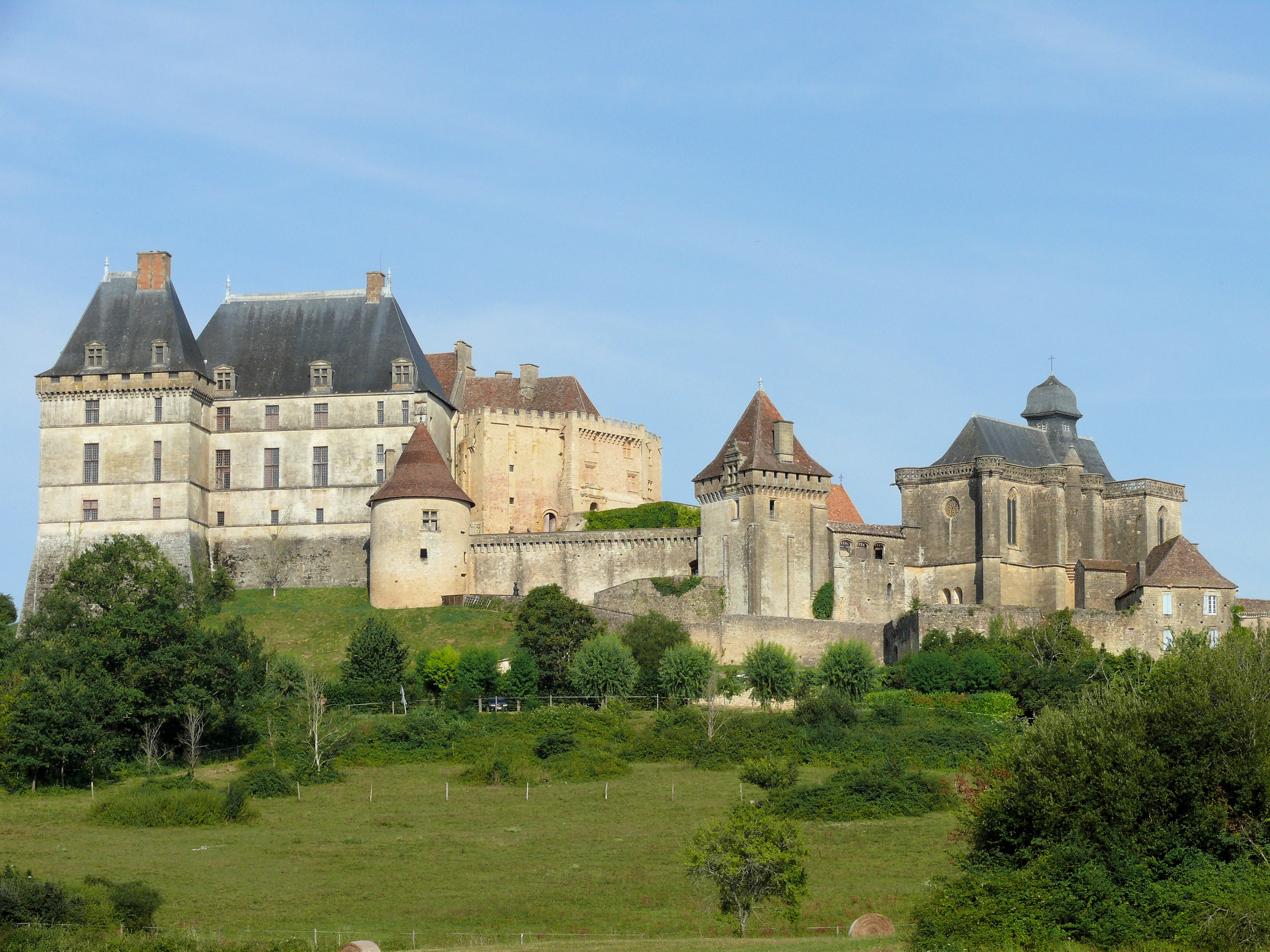
Le château de Biron.

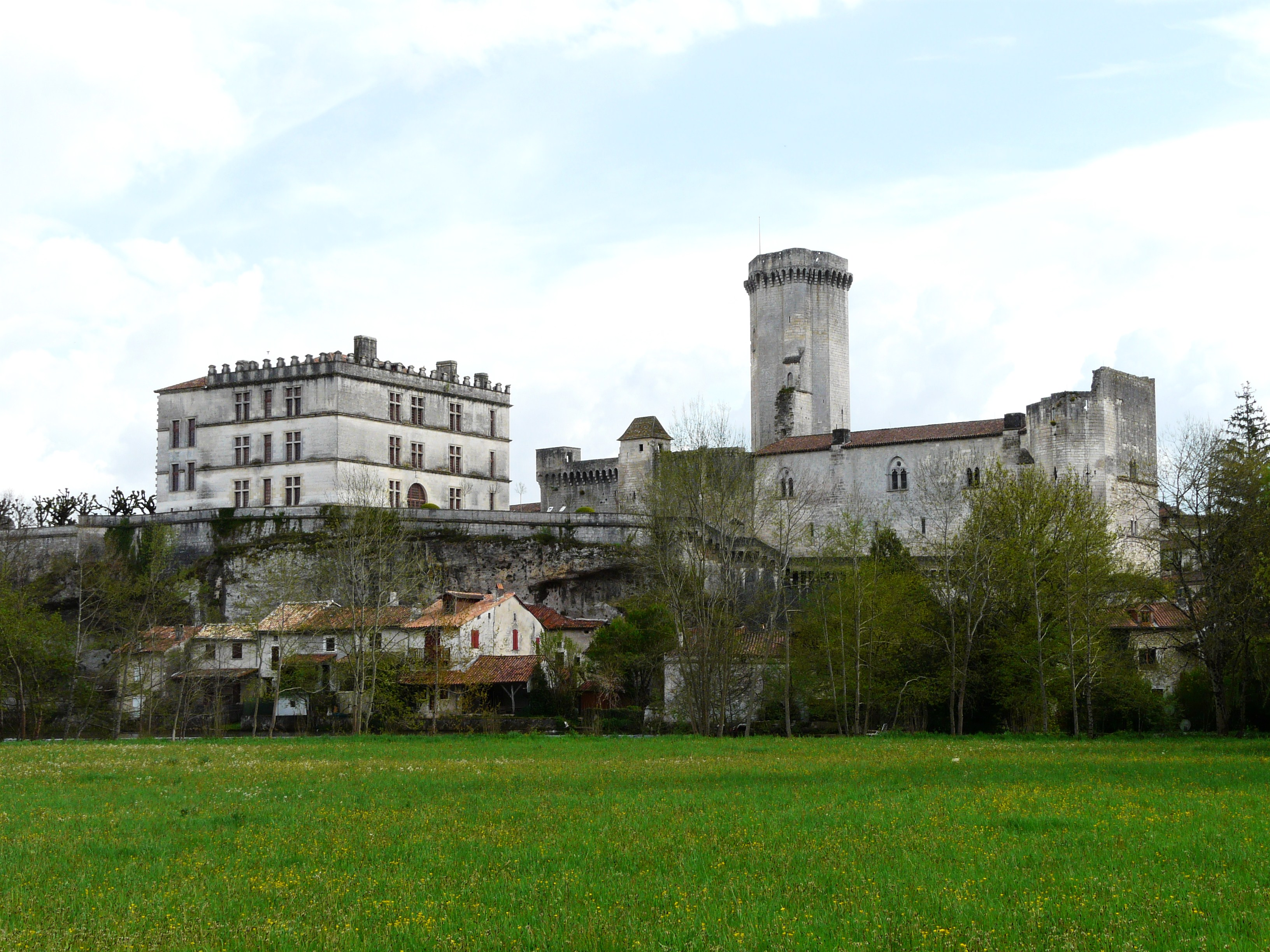
Les deux châteaux de Bourdeilles.

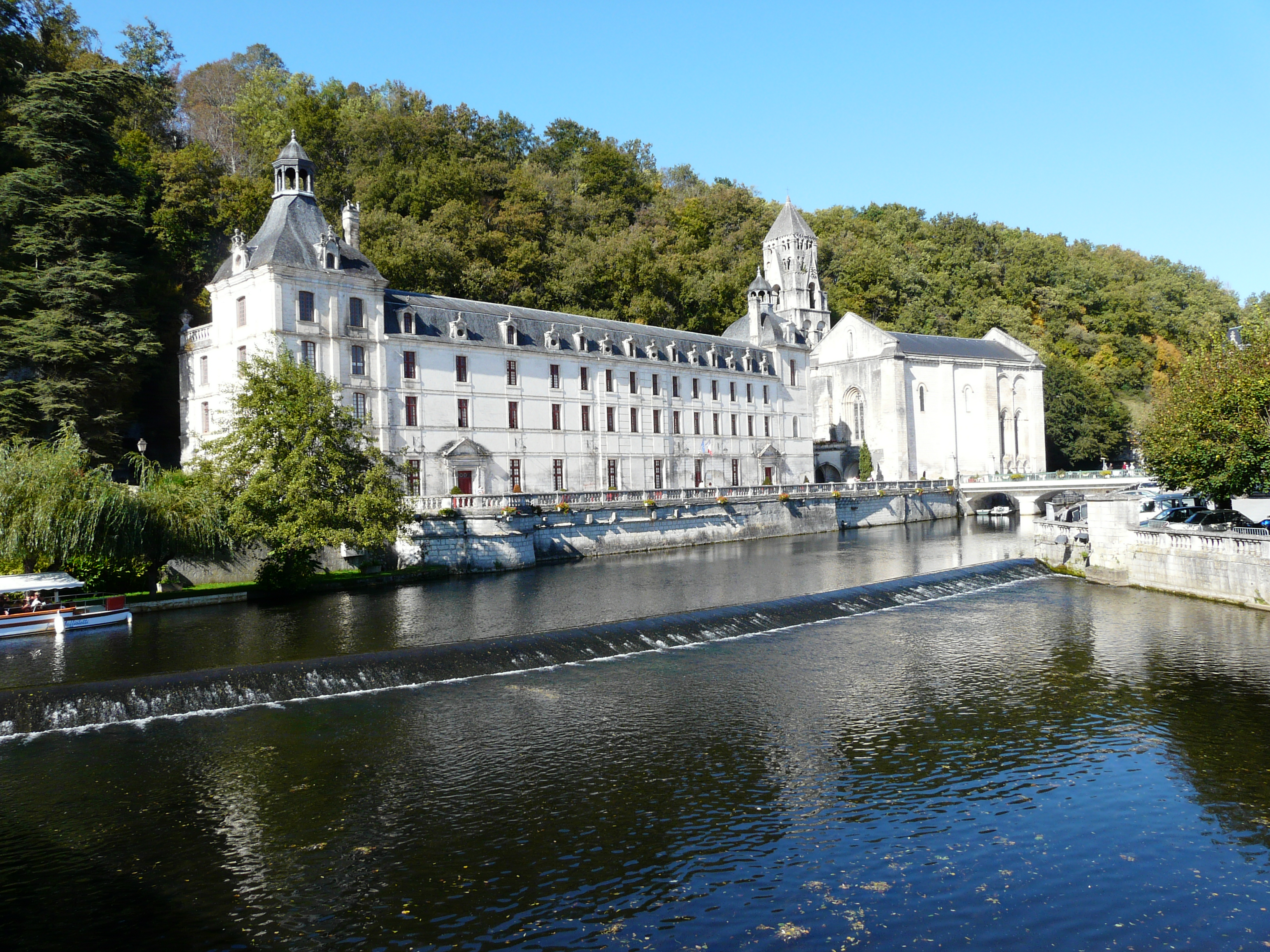
L'abbaye de Brantôme.

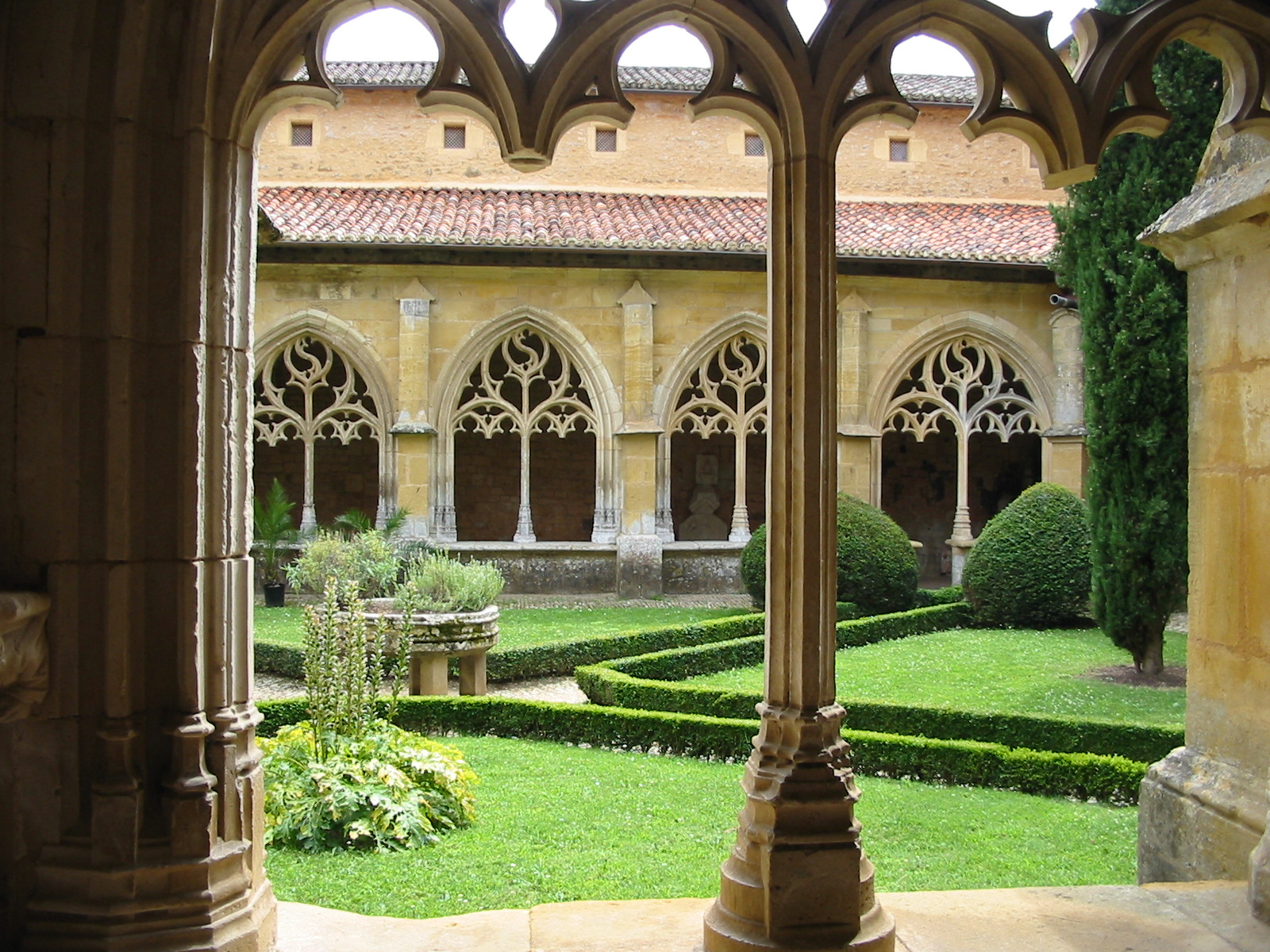
Le cloître de l'abbaye de Cadouin au Buisson-de-Cadouin.

  - 2023 : L'Autre Laurens, film de Claude Schmitz (château de Rastignac)[12].

- Bassillac
  - 1992 : L'Élixir d'amour, téléfilm de Claude d'Anna (aéroport Périgueux-Bassillac)[3].
  - 2008 : Vilaine, film de Jean-Patrick Benes et Allan Mauduit (aéroport Périgueux-Bassillac)[7].

- Beaumont-du-Périgord
  - 1989 : La Soule, film de Michel Sibra[13],[3],[14].
  - 2006 : Bon Voyage, série télévisée de John Fawcett[15].

- Beauregard-de-Terrasson
  - 1984 : Des grives aux loups, feuilleton télévisé de Philippe Monnier[16],[17].

- Beauregard-et-Bassac
  - 2005 : Le Sang des fraises, téléfilm de Manuel Poirier[3].

- Belvès
  - 2006 : Bon Voyage, série télévisée de John Fawcett[15].

- Bergerac
  - 1969 : Le Boucher, film de Claude Chabrol[3].
  - 1979 : Maigret et le fou de Bergerac téléfilm d'Yves Allégret (centre hospitalier Samuel-Pozzi, cloître des Récollets, place de la Myrpe)[3].
  - 1995 : La Rivière Espérance, feuilleton télévisé de Josée Dayan[18].
  - 2005 : Le Sang des fraises, téléfilm de Manuel Poirier[3].
  - 2008 : Tirez sur le caviste, téléfilm d'Emmanuelle Bercot (quais)[3].
  - 2010 : Ici-bas, film de Jean-Pierre Denis (église Notre-Dame)[3].
  - 2012 : Fleurs et Brume, série télévisée chinoise, épisode réalisé par Ding Yang Guo (aéroport)[3],[19].
  - 2012 : Jappeloup, film de Christian Duguay[20].
  - 2022 : Stella est amoureuse, film de Sylvie Verheyde, tournage en janvier 2021[21].

- Bergeracois
  - 2020 : Mon cousin, film de Jan Kounen, tourné en partie en 2019 aux environs de Bergerac[22].

- Besse
  - 2007 : Jacquou le Croquant, film de Laurent Boutonnat[23].

- Beynac-et-Cazenac
  - 1960 : Le Capitan, d'André Hunebelle (château de Beynac)[24],[25].
  - 1969 : D'Artagnan, feuilleton télévisé de Claude Barma (château de Beynac)[26].
  - 1974 : Les Quatre Charlots mousquetaires, film d'André Hunebelle[3].
  - 1978 : Gaston Phébus : Le Lion des Pyrénées, feuilleton télévisé de Bernard Borderie (château de Beynac)[27].
  - 1978 : Les Misérables, téléfilm de Glenn Jordan (château de Beynac)[3].
  - 1986 : La Guerre des femmes, série télévisée de Pierre Bureau[28].
  - 1990 : Dames galantes, film de Jean-Charles Tacchella[29],[30].
  - 1991 : La Florentine, série télévisée de Marion Sarraut (château de Beynac)[3].
  - 1994 : La Fille de d'Artagnan, film de Bertrand Tavernier (château de Beynac)[31],[32].
  - 1995 : La Rivière Espérance, feuilleton télévisé de Josée Dayan[18].
  - 1998 : Les Couloirs du temps : Les Visiteurs 2, film de Jean-Marie Poiré (château de Beynac)[33],[34].
  - 1998 : À tout jamais, une histoire de Cendrillon, film d'Andy Tennant (château de Beynac)[35].
  - 1999 : Jeanne d'Arc, film de Luc Besson (château de Beynac)[36],[37].
  - 2000 : Le Chocolat de Lasse Hallström[38]
  - 2007 : Jacquou le Croquant, film de Laurent Boutonnat (château de Beynac)[39],[23].
  - 2010 : Camping 2, film de Fabien Onteniente (château de Beynac, route départementale 703)[40].
  - 2010 : Nicolas Le Floch, série télévisée, épisode Le Grand veneur réalisé par Nicolas Picard-Dreyfuss (château de Beynac)[3].
  - 2013 : Richelieu, la Pourpre et le Sang, téléfilm d'Henri Helman (château de Beynac)[41],[42].
  - 2018 : Capitaine Marleau Saison 2, Épisode 3 : Sang et lumière série télévisée de Josée Dayan
  - 2021 : Le Dernier Duel, film de Ridley Scott (château de Beynac)[43].
  - 2024 : Fortune de France, série télévisée de Christopher Thompson (château de Beynac)[44]

- Biron
  - 1960 : Le Capitan, film d'André Hunebelle (château de Biron)[24],[25].
  - 1962 : Le Chevalier de Pardaillan, film de Bernard Borderie  (château de Biron)[45],[46].
  - 1977 : Vous n'aurez pas l'Alsace et la Lorraine, film de Coluche (château de Biron)[3].
  - 1988 : Corentin ou les Infortunes conjugales, film de Jean Marbœuf (château de Biron)[47],[48].
  - 1994 : La Fille de d'Artagnan, film de Bertrand Tavernier (château de Biron)[31],[32].
  - 1998 : Les Couloirs du temps : Les Visiteurs 2, film de Jean-Marie Poiré (château de Biron)[33],[34].
  - 1999 : Jeanne d'Arc, film de Luc Besson (château de Biron)[36],[37].
  - 2001 : Le Pacte des loups, film de Christophe Gans[3].
  - 2007 : Jacquou le Croquant, film de Laurent Boutonnat (château de Biron)[39],[23].
  - 2010 : Nicolas Le Floch, série télévisée, épisode Le Grand veneur réalisé par Nicolas Picard-Dreyfuss (château de Biron)[3].
  - 2024 : Fortune de France, série télévisée de Christopher Thompson (château de Biron)[44].

- Boulazac
  - 2010 : Ici-bas, film de Jean-Pierre Denis (Barnabé)[3].

- Bourdeilles
  - 2009 : Cartouche, le brigand magnifique téléfilm d'Henri Helman (château de Bourdeilles)[49],[50].
  - 2004 : Les Gaous, film d'Igor Sékulic (hostellerie les Griffons)[51],[52].
  - 2013 : Richelieu, la Pourpre et le Sang, téléfilm d'Henri Helman (château de Bourdeilles)[53],[42].

- Bourrou
  - 2010 : Ici-bas, film de Jean-Pierre Denis[3].

- Bouzic
  - 2007 : Jacquou le Croquant, film de Laurent Boutonnat[23].

- Brantôme
  - 1975 : L'inspecteur mène l'enquête série télévisée de Jean-Pierre Barizien[54],[3].
  - 2012 : Jappeloup, film de Christian Duguay[20].

- Le Bugue
  - 2008 : Tirez sur le caviste, téléfilm d'Emmanuelle Bercot[3].
  - 2017 : Les Fauves, film de Vincent Mariette[10].

- Le Buisson-de-Cadouin
  - 1978 : Les Misérables, téléfilm de Glenn Jordan (abbaye de Cadouin)[3].
  - 1982 : Elle voit des nains partout film de Jean-Claude Sussfeld (abbaye de Cadouin)[55],[56].
  - 1988 : Périgord noir, film de Nicolas Ribowski[57],[3].
  - 2007 : Timboektoe, film de David Schram (Le Buisson : grottes de Maxange, Cadouin : place de l'Abbaye, relais des Moines)[3].
  - 2008 : Tirez sur le caviste, téléfilm d'Emmanuelle Bercot (gare du Buisson)[3].
  - 2009 : Cartouche, le brigand magnifique téléfilm d'Henri Helman (abbaye de Cadouin)[49],[50].
  - 2011 : Rani, série télévisée d'Arnaud Sélignac (abbaye de Cadouin)[3].
  - 2012 : Fleurs et Brume, série télévisée chinoise, épisode réalisé par Ding Yang Guo (abbaye de Cadouin)[19].
  - 2013 : Richelieu, la Pourpre et le Sang, téléfilm d'Henri Helman (abbaye de Cadouin)[42].

## C
- Haut – A
- B
- C
- D
- E
- F
- G
- H
- I
- J
- K
- L
- M
- N
- O
- P
- Q
- R
- S
- T
- U
- V
- W
- X
- Y
- Z

- Campagne

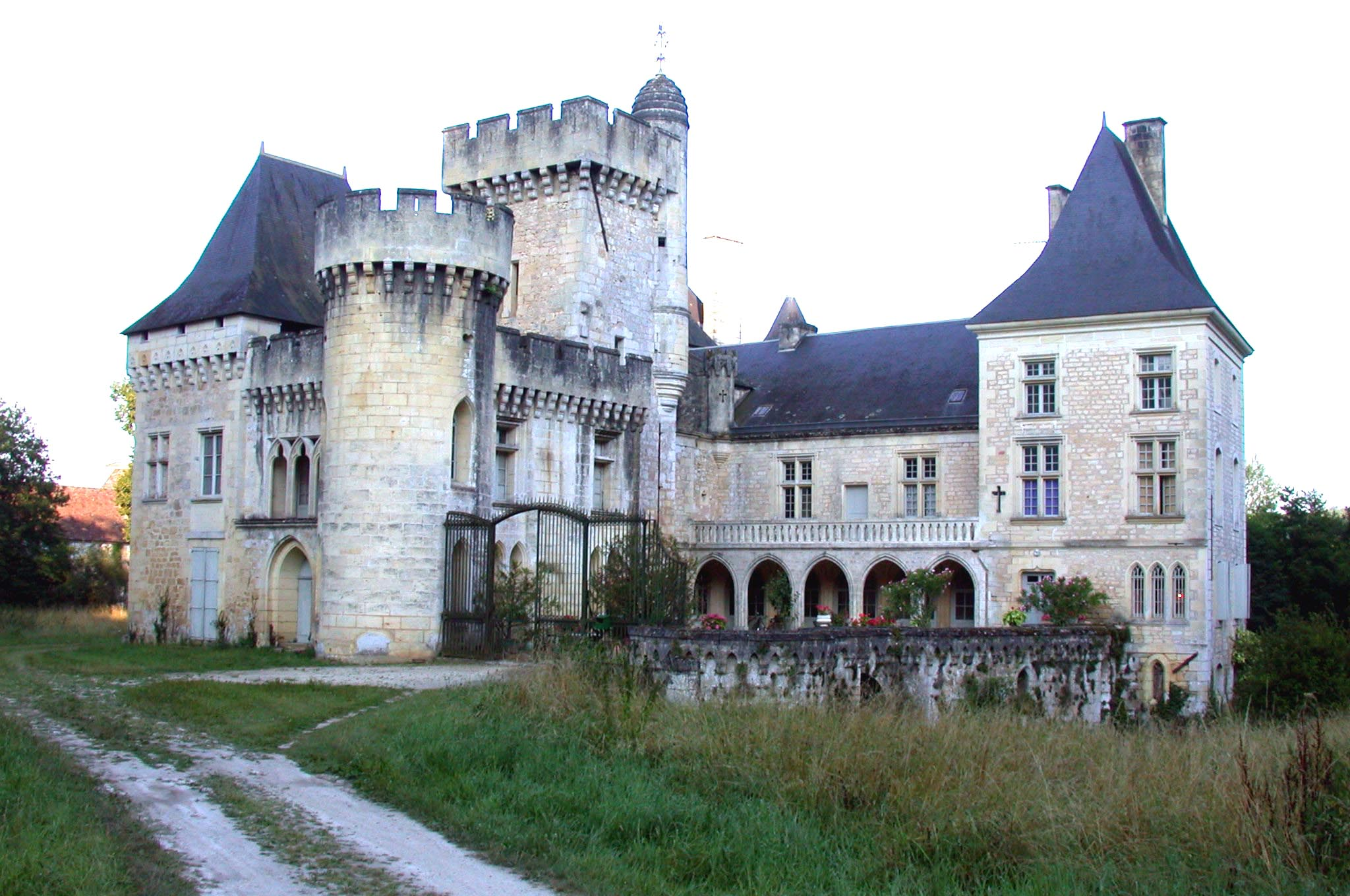
Le château de Campagne.

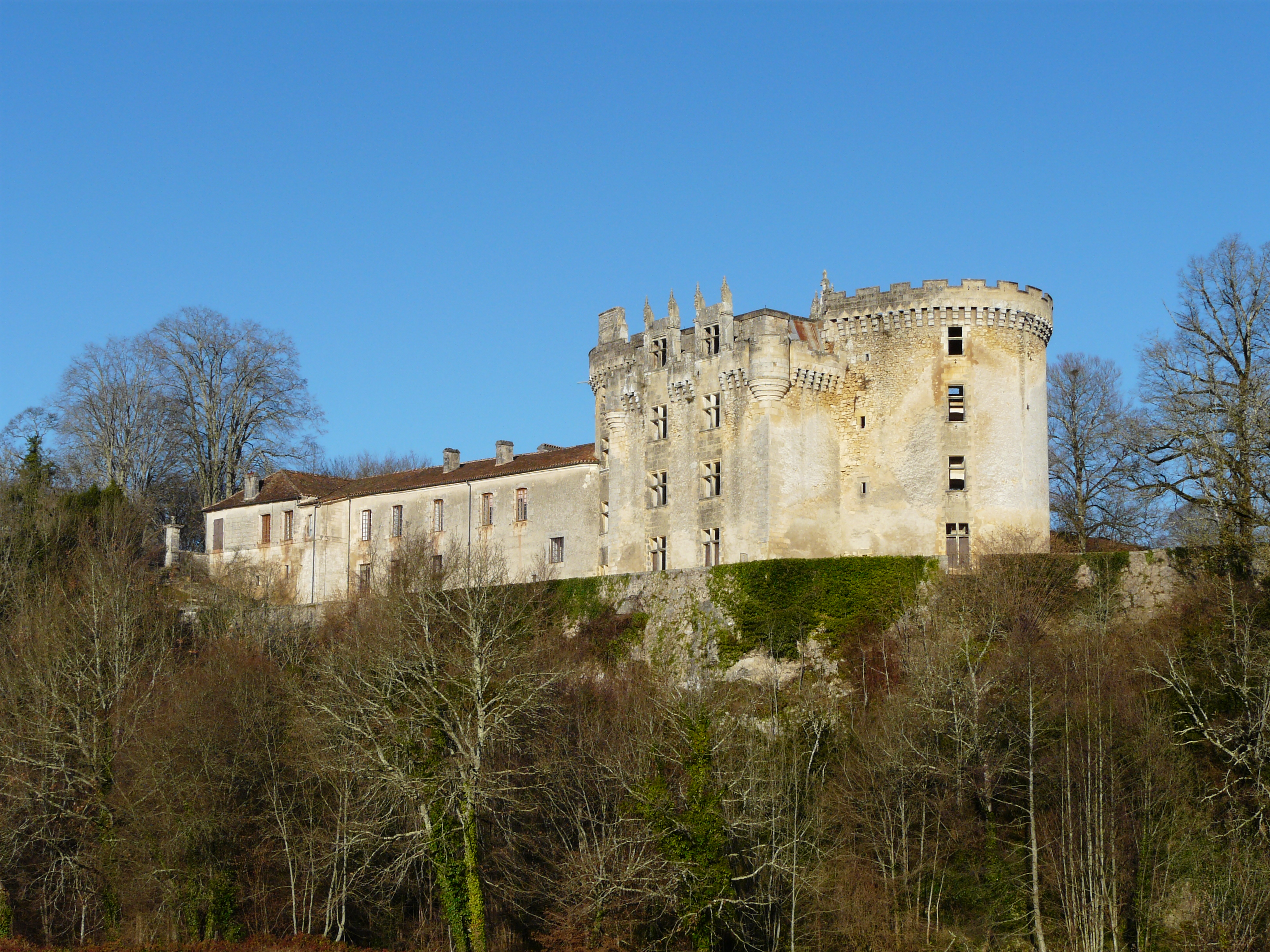
Le château de La Chapelle-Faucher.

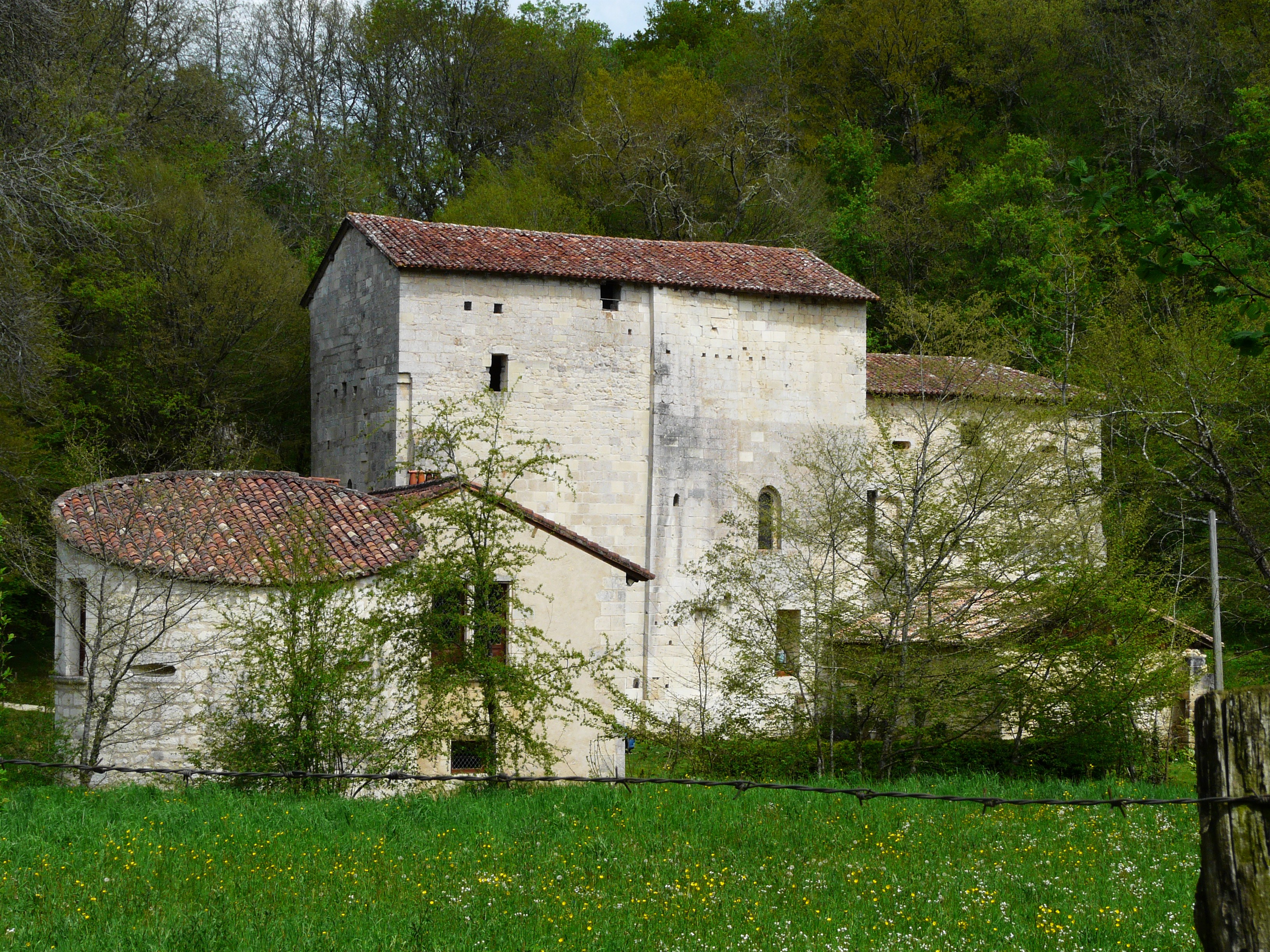
Le prieuré de Merlande à La Chapelle-Gonaguet.

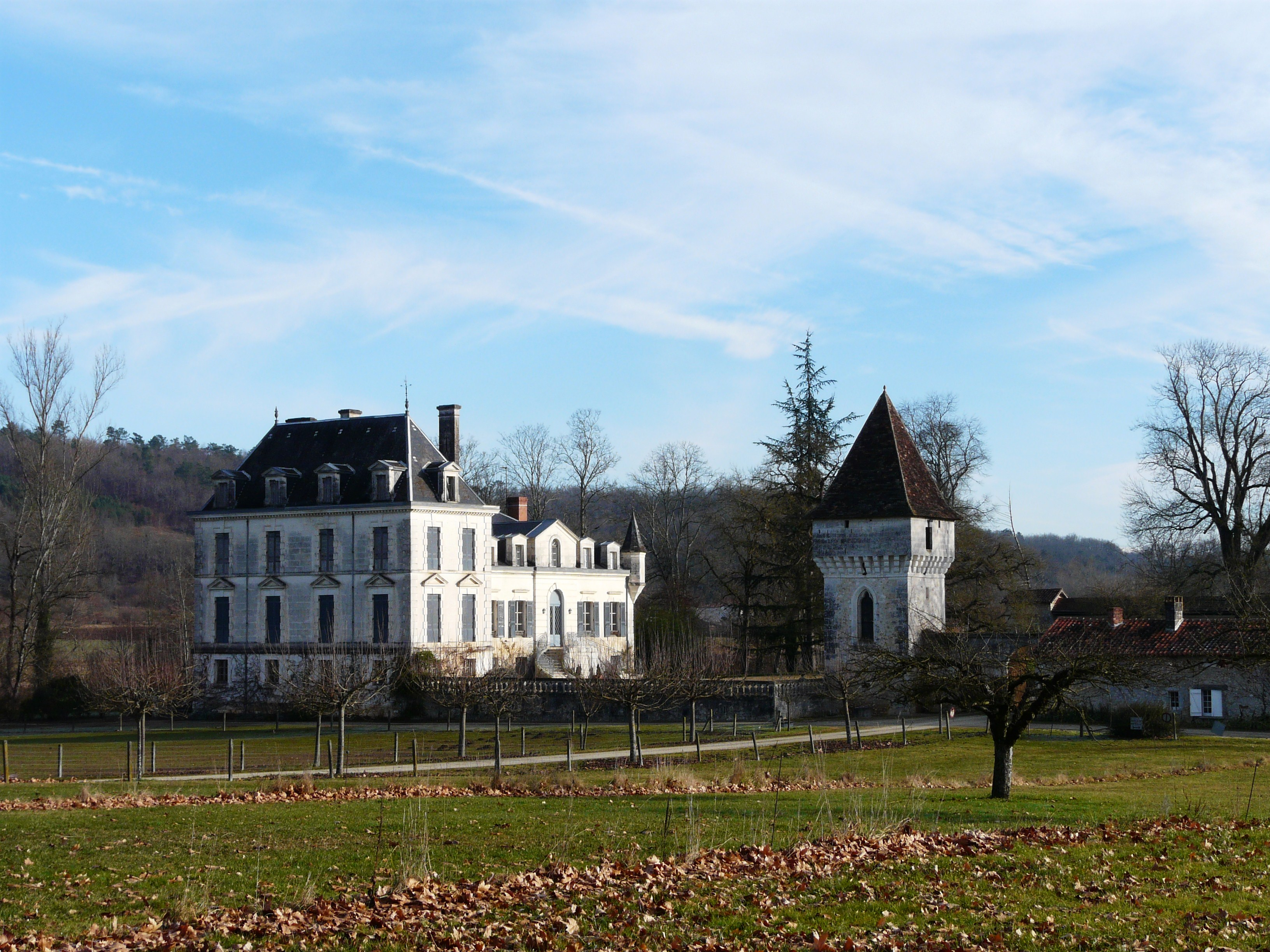
Le Château de Montplaisir à Condat-sur-Trincou.

  - 1982 : Elle voit des nains partout, film de Jean-Claude Sussfeld (château de Campagne)[56].
  - 2017 : Les Fauves, film de Vincent Mariette (forêt de Campagne)[10].

- Carsac-Aillac
  - 1968 : Le Tatoué, film de Denys de La Patellière (garage)[3].

- Castelnaud-la-Chapelle
  - 1944 : Vautrin de Pierre Billon[28].
  - 1947 : Le Destin exécrable de Guillemette Babin, film de Guillaume Radot[28]
  - 1960 : Le Capitan, film d'André Hunebelle[28].
  - 2010 : Camping 2, film de Fabien Onteniente[58].
  - 2011 : Rani, série télévisée d'Arnaud Sélignac (château de Lacoste)[3].
  - 2013 : Richelieu, la Pourpre et le Sang, téléfilm d'Henri Helman (château de Fayrac)[59].

- Castels
  - 1988 : Périgord noir, film de Nicolas Ribowski[57],[3].

- Cénac-et-Saint-Julien
  - 1944 : Vautrin de Pierre Billon[28].
  - 2006 : Bon Voyage, série télévisée de John Fawcett[15].

- Cendrieux
  - 2005 : Le Sang des fraises, téléfilm de Manuel Poirier[3].

- La Chapelle-Gonaguet :
  - 2009 : Cartouche, le brigand magnifique, téléfilm d'Henri Helman (prieuré de Merlande)[49],[50].
  - 2009 : 8 fois debout, film de Xabi Molia (bois du Puy de Merlande)[8].
  - 2024 : Fortune de France, série télévisée de Christopher Thompson (prieuré de Merlande)[60].

- Château-l'Évêque
  - 2009 : 8 fois debout, film de Xabi Molia (plages du Brantôme)[8].

- Clermont-de-Beauregard
  - 1989 : Les Bois noirs, film de Jacques Deray[61],[62].

- Colombier
  - 1987 : Madame le maire, téléfilm de Jean-François Claire (château de la Jaubertie)[3].

- Condat-sur-Trincou
  - 2004 : Les Gaous, film d'Igor Sékulic (domaine de Montplaisir[Note 1])[51],[52].
  - 2010 : Un jour mon père viendra, film de Martin Valente[3],[Note 1].

- Condat-sur-Vézère
  - 2008 : Vilaine, film de Jean-Patrick Benes et Allan Mauduit (aérodrome, garage Porcher)[7],[3].
  - 2011 : Les Jeux des nuages et de la pluie, film de Benjamin de Lajarte (aérodrome)[3].
  - 2024 : Le Deuxième Acte, film de Quentin Dupieux (aérodrome)[63].

- Coulaures
  - 1968 : L'Instinct du bonheur, téléfilm d'Edmond Tyborowski (château de la Cousse)[28].

- Coulounieix-Chamiers
  - 2009 : Plein sud, film de Sébastien Lifshitz[3].
  - 2009 : 8 fois debout, film de Xabi Molia[8].
  - 2010 : Le Roman de ma femme, film de Jamshed Usmonov[3].
  - 2022 : Stella est amoureuse, film de Sylvie Verheyde, tournage en janvier 2021[64].

- Coursac
  - 2010 : Hasta la vista, film de Geoffrey Enthoven (autoroute A89)[3].

- Coux-et-Bigaroque
  - 1988 : Périgord noir, film de Nicolas Ribowski[57],[3].
  - 2010 : Camping 2, film de Fabien Onteniente[58]

- Creyssensac-et-Pissot
  - 2010 : Ici-bas, film de Jean-Pierre Denis[3].

## D
- Haut – A
- B
- C
- D
- E
- F
- G
- H
- I
- J
- K
- L
- M
- N
- O
- P
- Q
- R
- S
- T
- U
- V
- W
- X
- Y
- Z

- Domme

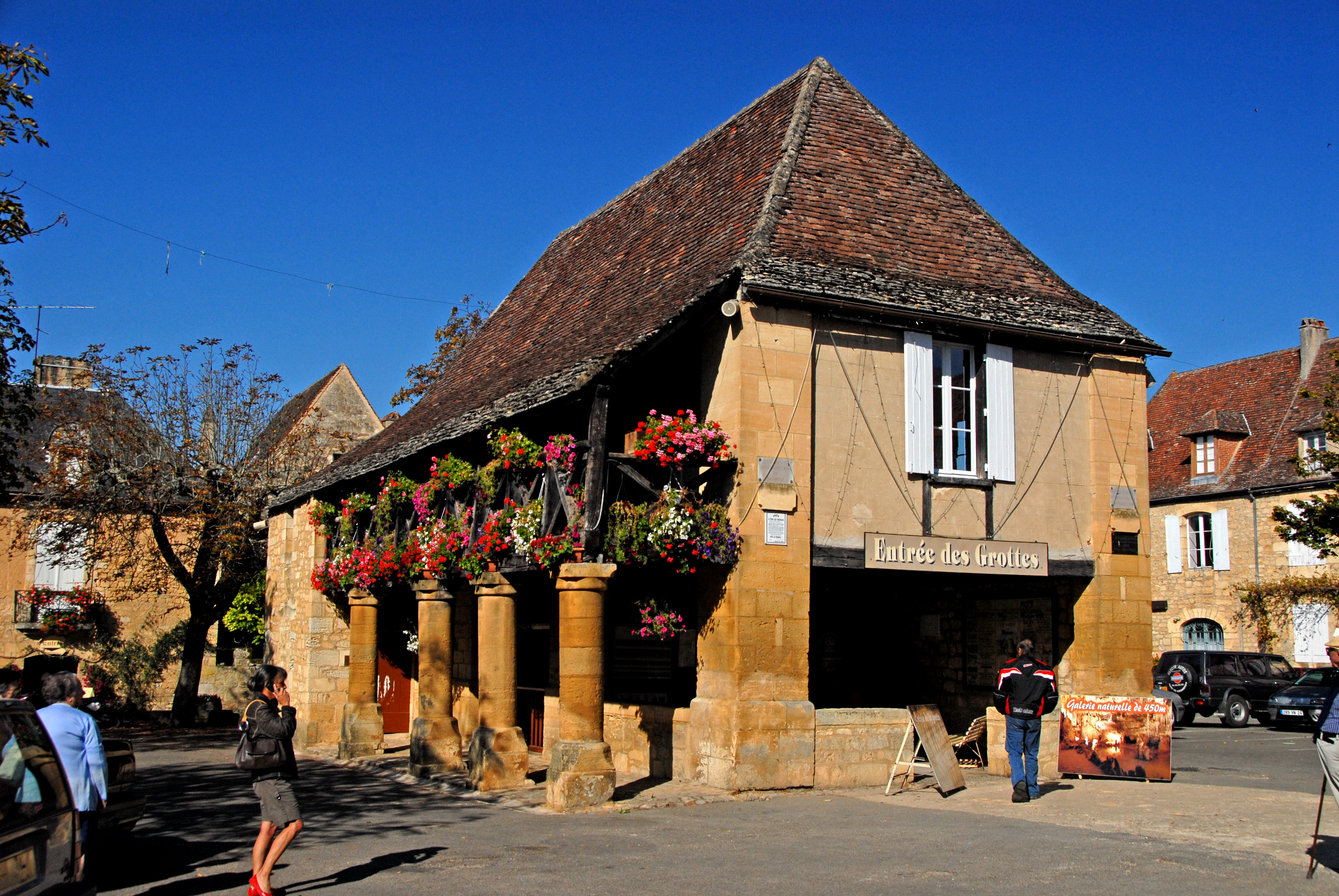
La halle de Domme

  - 1969 : D'Artagnan, feuilleton télévisé de Claude Barma[26] (lieu-dit la Rivière).
  - 2006 : Ange de feu, film de Philippe Setbon[65] (hôtel de l'Esplanade, la poste et l'auberge de la Rode).
  - 1968 : Le Tatoué, film de Denys de La Patellière (ancienne gendarmerie, église, fortifications, la poste)[66].
  - 1978 : Les Misérables, téléfilm de Glenn Jordan[3].

- Douville
  - 1976 : Marie-Poupée, film de Joël Séria[3] (château de Lestaubière)

- Douzillac
  - 1980 : Histoire d'Adrien, film de Jean-Pierre Denis[67],[68].

## E
- Haut – A
- B
- C
- D
- E
- F
- G
- H
- I
- J
- K
- L
- M
- N
- O
- P
- Q
- R
- S
- T
- U
- V
- W
- X
- Y
- Z

- Échourgnac

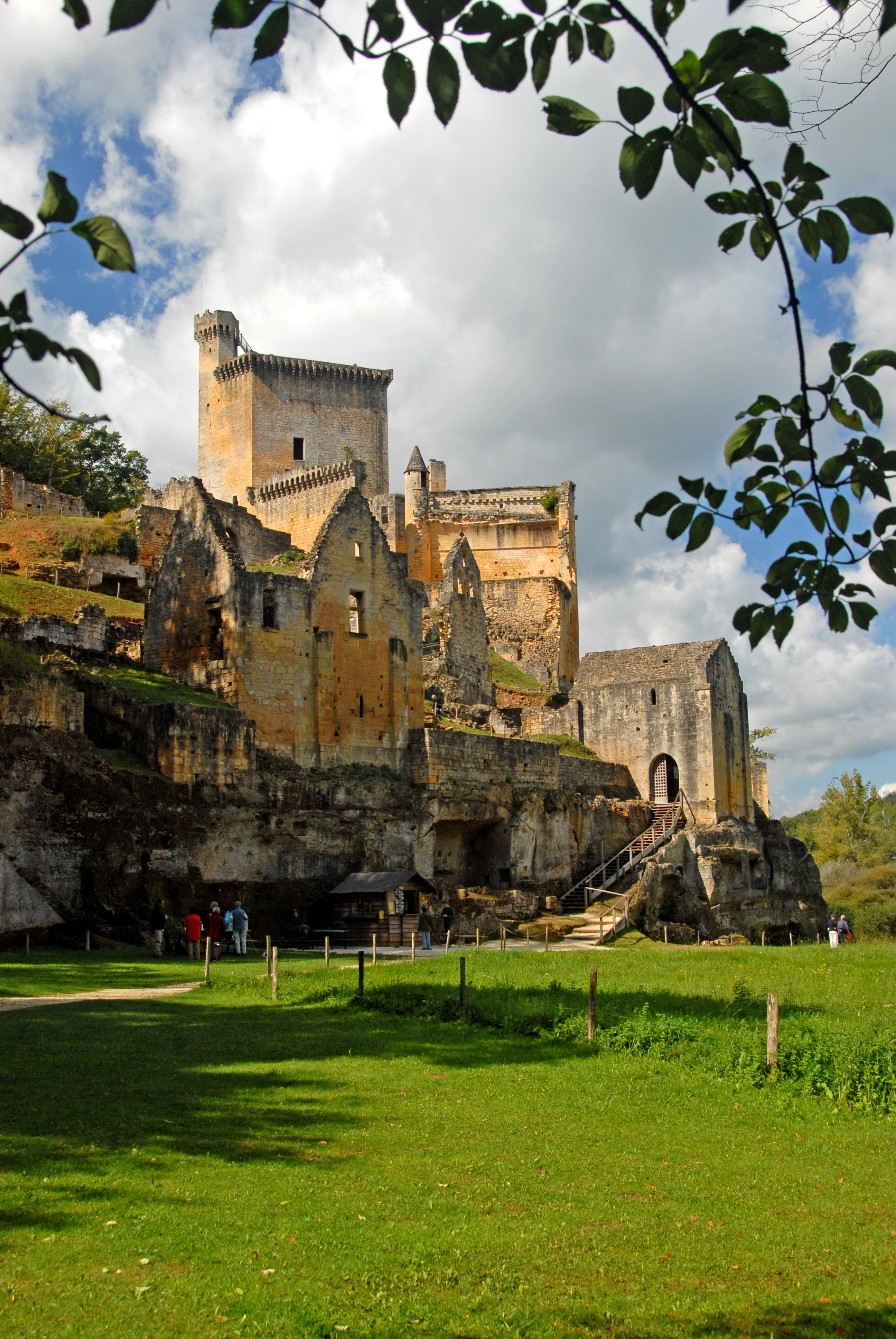
Le château de Commarque aux Eyzies-de-Tayac-Sireuil.

  - 1981 : L'Ennemi de la mort, feuilleton télévisé de Roger Kahane (ferme du Parcot)[69],[70].

- Excideuil
  - 2010 : Un jour mon père viendra, de Martin Valente (église Saint-Thomas)[3].

- Eymet
  - 2011 : I love Périgord, téléfilm de Charles Nemes (La Poste, place Gambetta, quai de navigation, route départementale 25, rue du Couvent)[3].
  - 2012 : La Dune, de Yossi Aviram.
  - 2014 : Le Combat ordinaire, film de Laurent Tuel[71].

- Les Eyzies-de-Tayac-Sireuil
  - 1969 : Jacquou le Croquant, feuilleton télévisé de Stellio Lorenzi (Sireuil)[72],[73].
  - 1977 : Les Duellistes, film de Ridley Scott (château de Commarque à Sireuil)[74],[75].
  - 1982 : Les Misérables, film de Robert Hossein (Sireuil)[76],[3].
  - 1985 : 831, Voyage incertain, film de Jean-Louis Lignerat (château de Commarque à Sireuil)[28].
  - 1989 : Les Bois noirs, film de Jacques Deray[61],[62].
  - 1990 : L'Enfant des terres blondes, téléfilm d'Édouard Niermans[77].
  - 2007 : Timboektoe, film de David Schram (café de la Mairie)[3].
  - 2009 : Cartouche, le brigand magnifique téléfilm d'Henri Helman (château de Commarque à Sireuil)[49],[50].
  - 2012 : Fleurs et Brume, série télévisée chinoise, épisode réalisé par Ding Yang Guo (château de Commarque à Sireuil)[3],[19].
  - 2024 : Fortune de France, série télévisée de Christopher Thompson (Château de Commarque)

## F
- Haut – A
- B
- C
- D
- E
- F
- G
- H
- I
- J
- K
- L
- M
- N
- O
- P
- Q
- R
- S
- T
- U
- V
- W
- X
- Y
- Z

- Fanlac

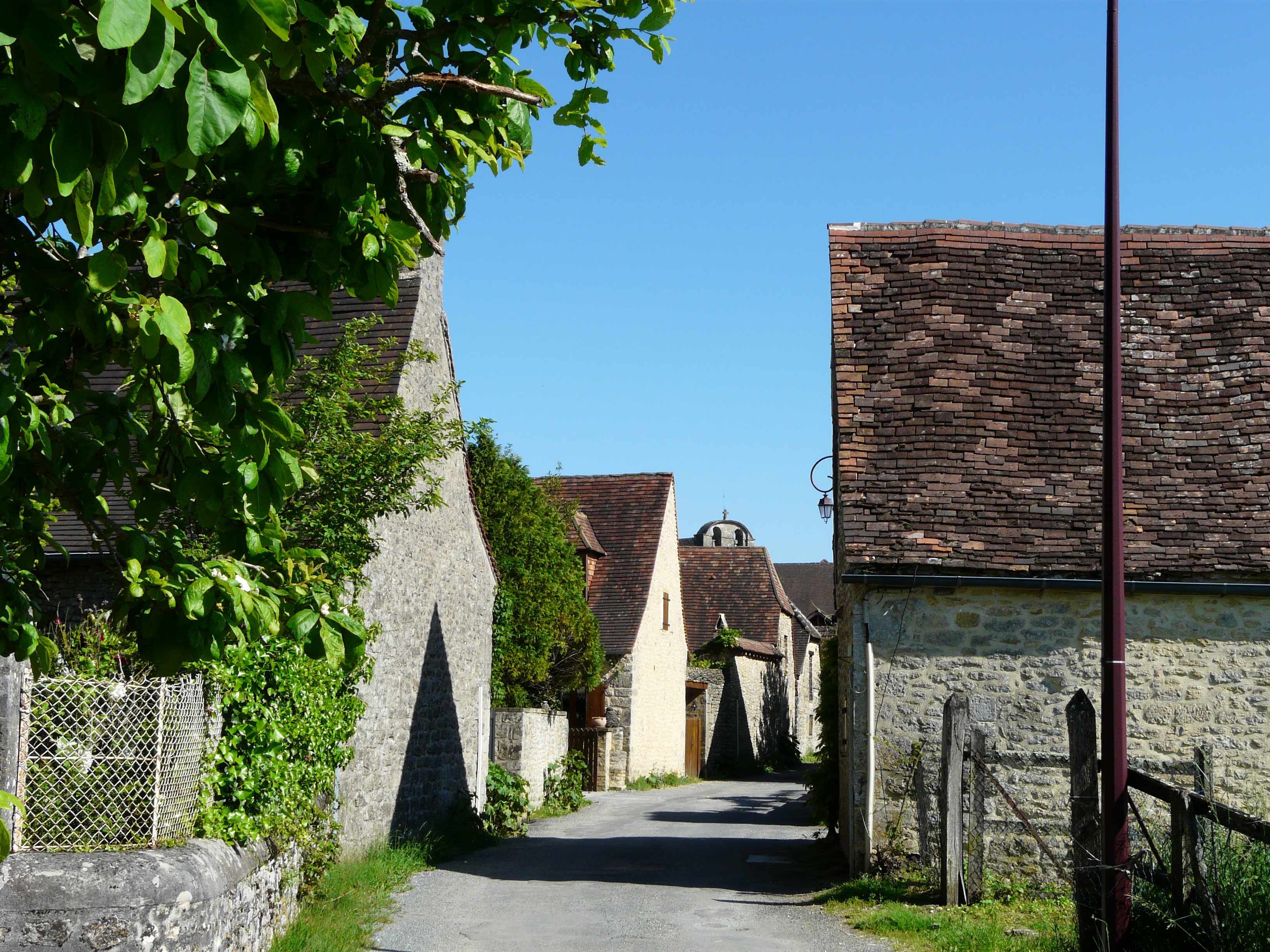
Le village de Fanlac.

  - 1969 : Jacquou le Croquant, feuilleton télévisé de Stellio Lorenzi[72],[73].
  - 1991 : Devenir Colette, film de Danny Huston[78],[79].

- Le Fleix
  - 2023 : Le Règne animal, film de Thomas Cailley, tourné en partie au Fleix[80].

- Fossemagne :
  - 2004 : Les Gaous, film d'Igor Sékulic (château Pinson)[52].

- Fouleix :
  - 2012 : Jappeloup, film de Christian Duguay[20].

## G
- Haut – A
- B
- C
- D
- E
- F
- G
- H
- I
- J
- K
- L
- M
- N
- O
- P
- Q
- R
- S
- T
- U
- V
- W
- X
- Y
- Z

- Génis

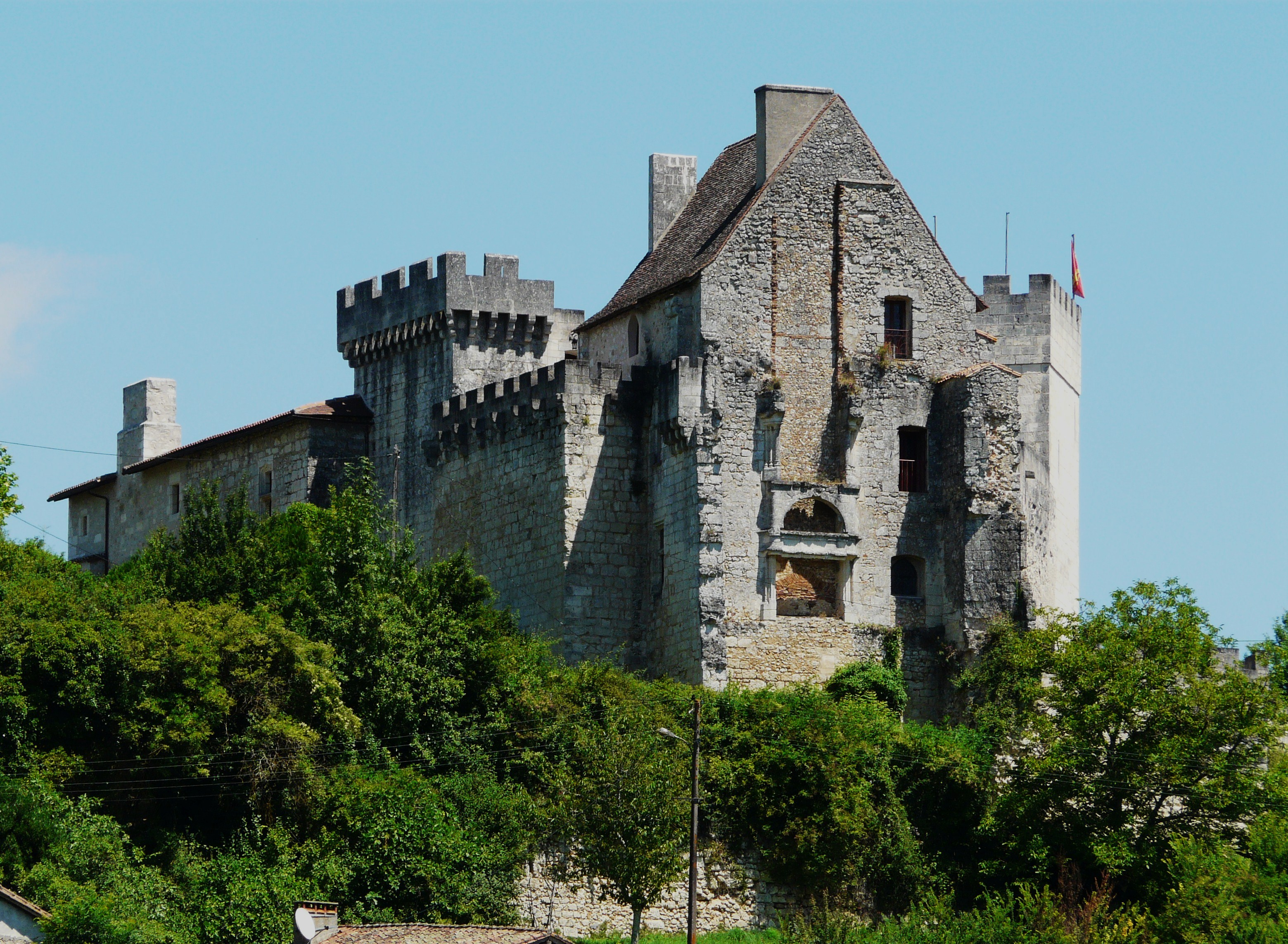
Le château de Grignols.

  - 1992 : Promenades d'été, film de René Féret (mairie)[3].
  - 2010 : Un jour mon père viendra, film de Martin Valente (café le Saint-Christophe)[3].

- Grand-Brassac
  - 1981 : L'Ennemi de la mort, feuilleton télévisé de Roger Kahane[70].
  - 2010 : Le Roman de ma femme, film de Jamshed Usmonov[3].

- Grignols
  - 2009 : Plein sud, film de Sébastien Lifshitz[3].
  - 2010 : Ici-bas, film de Jean-Pierre Denis[3].

## H
- Haut – A
- B
- C
- D
- E
- F
- G
- H
- I
- J
- K
- L
- M
- N
- O
- P
- Q
- R
- S
- T
- U
- V
- W
- X
- Y
- Z

- Château de Hautefort :

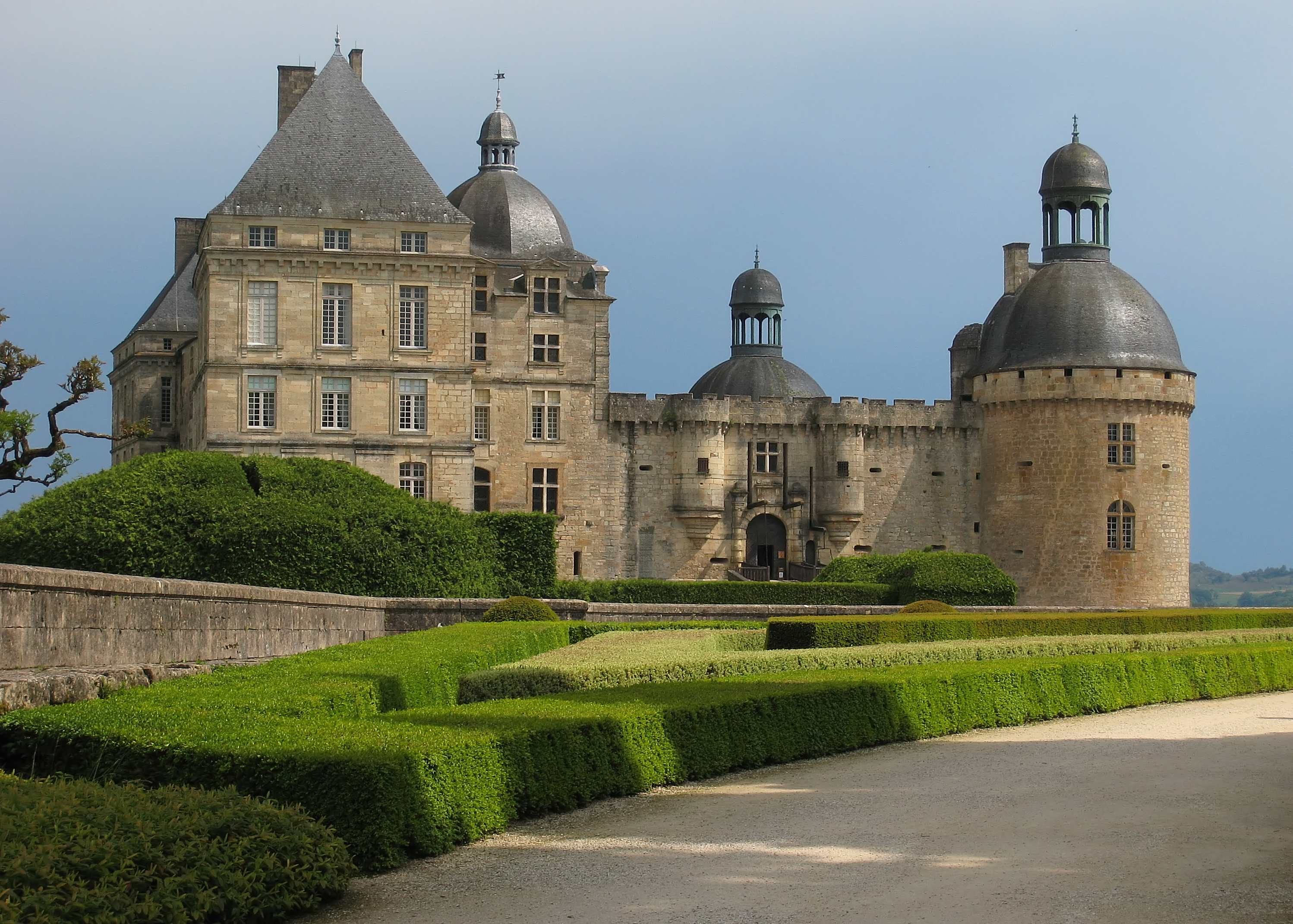
Le château de Hautefort.

  - 1960 : Le Capitan, film d'André Hunebelle[24],[25].
  - 1961 : Le Capitaine Fracasse de Pierre Gaspard-Huit[81]
  - 1962 : Le Chevalier de Pardaillan, film de Bernard Borderie[45],[46].
  - 1967 : Le Mystère des treize (Eye of the Devil), film de J. Lee Thompson[82].
  - 1968 : L'Instinct du bonheur, téléfilm d'Edmond Tyborowski[3].
  - 1978 : Molière, film d'Ariane Mnouchkine[83],[3].
  - 1982 : Elle voit des nains partout, film de Jean-Claude Sussfeld[56].
  - 1985 : Plenty, film de Fred Schepisi[82].
  - 1998 : À tout jamais, une histoire de Cendrillon, film d'Andy Tennant[35],[3].
  - 2007 : Jacquou le Croquant, film de Laurent Boutonnat[39].
  - 2008 : Mittaï, film d'Anbu[3].
  - 2009 : Cartouche, le brigand magnifique, téléfilm d'Henri Helman[49],[50].
  - 2010 : Nicolas Le Floch, série télévisée, épisode La Larme de Varsovie réalisé par Nicolas Picard-Dreyfuss[3].
  - 2010 : Un jour mon père viendra, film de Martin Valente[3].
  - 2011 : Rani, série télévisée d'Arnaud Sélignac[3].
  - 2013 : Richelieu, la Pourpre et le Sang, téléfilm d'Henri Helman[42].
  - 2016, La Mort de Louis XIV, film d'Albert Serra[82].

- Hautefort
  - 1960 : Le Capitan, film d'André Hunebelle[24]
  - 1985 : Des toques et des étoiles, série télévisée de Roger Pigaut[3].
  - 1996 : L'Orange de Noël, téléfilm de Jean-Louis Lorenzi (lavoir, les Ramissas)[3].

## I
- Haut – A
- B
- C
- D
- E
- F
- G
- H
- I
- J
- K
- L
- M
- N
- O
- P
- Q
- R
- S
- T
- U
- V
- W
- X
- Y
- Z

- Issigeac

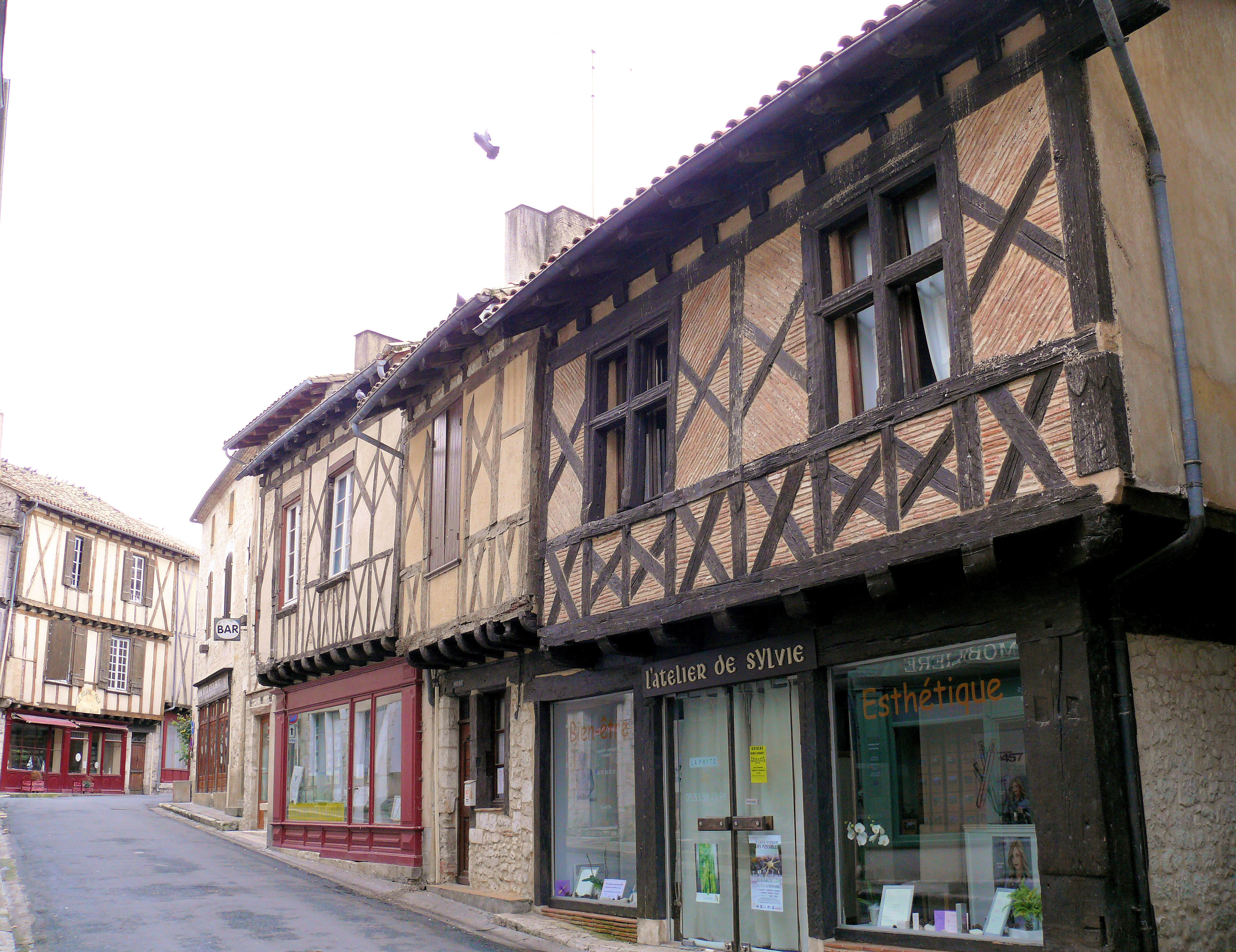
Une rue du village d'Issigeac.

  - 1987 : Le Grand Chemin, film de Jean-Loup Hubert[84].
  - 1989 : La Soule, film de Michel Sibra[13],[3],[14]
  - 2008 : Tirez sur le caviste, téléfilm d'Emmanuelle Bercot[3].
  - 2012 : Jappeloup, film de Christian Duguay[20].
  - 2014 : Le Combat ordinaire, film de Laurent Tuel[71].

## J
- Haut – A
- B
- C
- D
- E
- F
- G
- H
- I
- J
- K
- L
- M
- N
- O
- P
- Q
- R
- S
- T
- U
- V
- W
- X
- Y
- Z

- Jaure

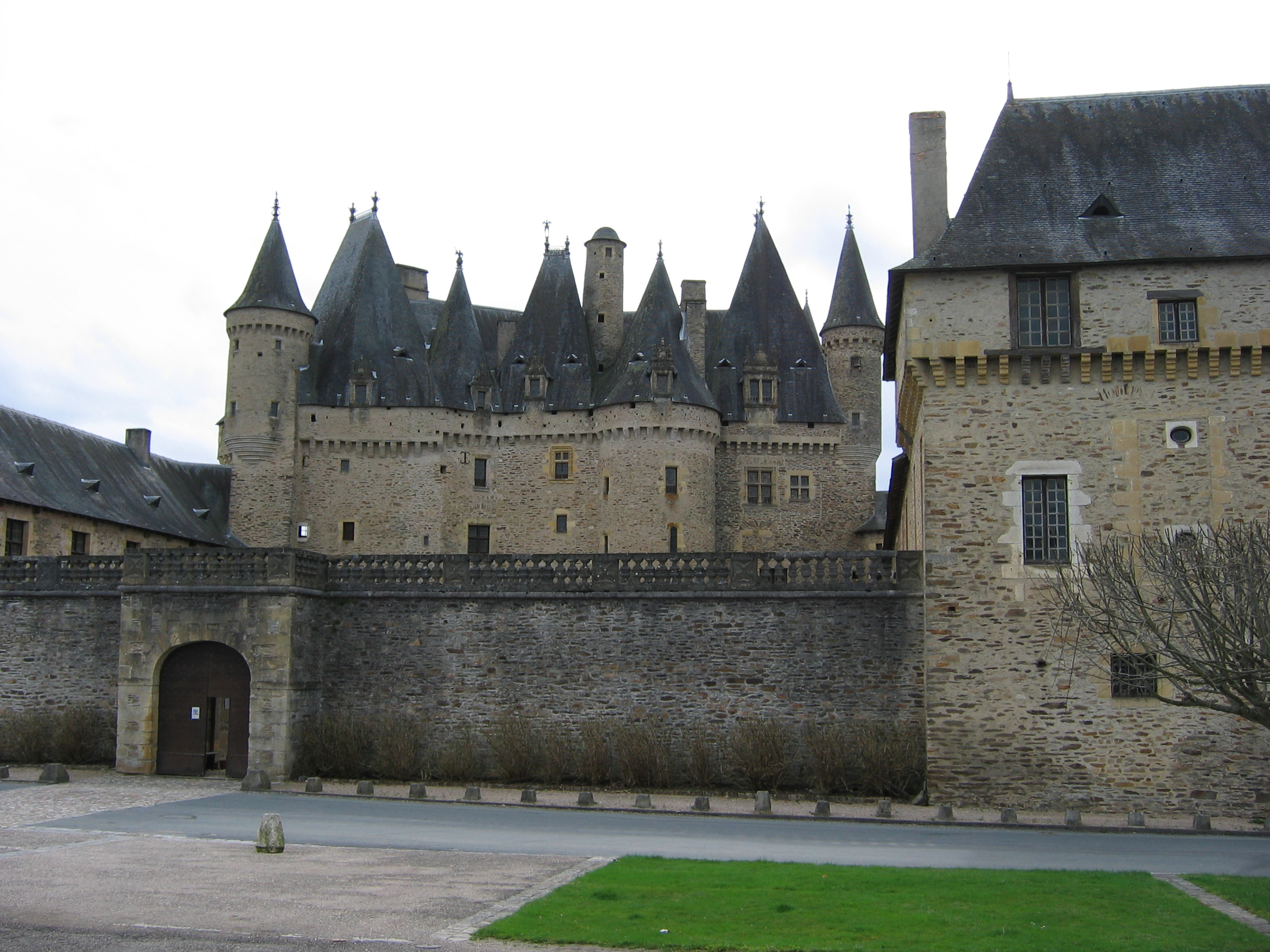
Le château de Jumilhac.

  - 2010 : Ici-bas, film de Jean-Pierre Denis[3].

- Javerlhac-et-la-Chapelle-Saint-Robert
  - 2015 : Cessez le feu, film d'Emmanuel Courcol[85].

- Jayac
  - 2012 : Les Saveurs du palais, film de Christian Vincent[3].

- Jumilhac-le-Grand
  - 2001 : Le Pacte des loups, film de Christophe Gans (château de Jumilhac)[86],[87].
  - 2010 : Nicolas Le Floch, série télévisée, épisode Le Grand veneur réalisé par Nicolas Picard-Dreyfuss (château de Jumilhac)[3].
  - 2013 : Richelieu, la Pourpre et le Sang, téléfilm d'Henri Helman (château de Jumilhac)[42].
  - 2024 : Les Chèvres !, film de Fred Cavayé[88].

## L
- Haut – A
- B
- C
- D
- E
- F
- G
- H
- I
- J
- K
- L
- M
- N
- O
- P
- Q
- R
- S
- T
- U
- V
- W
- X
- Y
- Z

- La Jemaye

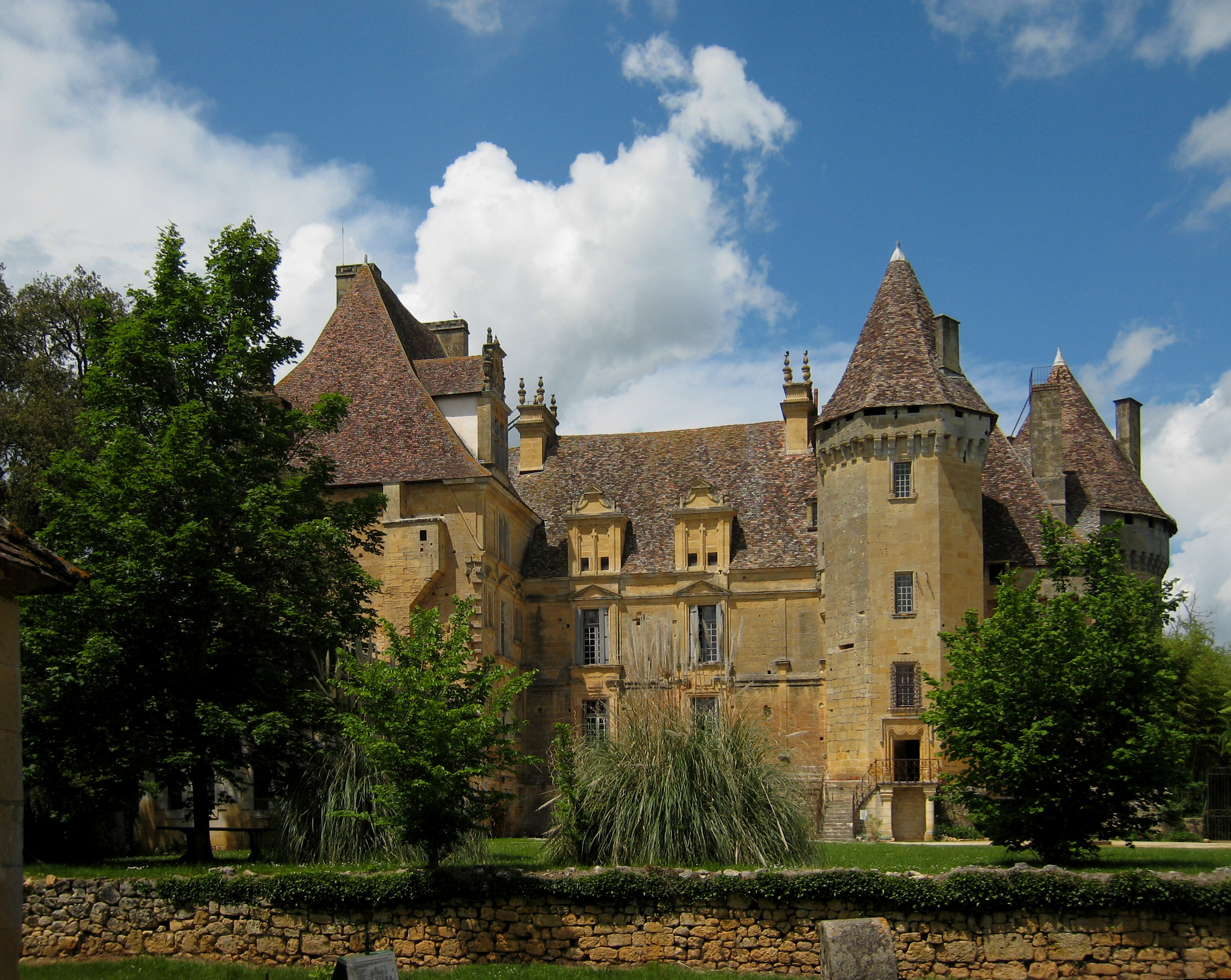
Le château de Lanquais.

  - 2011 : Mon arbre de Bérénice André

- Lanquais
  - 1986 : Highlander, film de Russell Mulcahy (château de Lanquais)[3].
  - 2011 : I love Périgord, téléfilm de Charles Nemes (château de Lanquais, routes départementales 22 et 23, terrain municipal)[3].
  - 2011 : Rani, série télévisée d'Arnaud Sélignac (château de Lanquais)[3].

- Léguillac-de-l'Auche
  - 2010 : Le Roman de ma femme, film de Jamshed Usmonov (Puy Chaud Est)[3].

- Liorac-sur-Louyre
  - 2018 : Victor Hugo, ennemi d'État, mini-série télévisée d'Iris Bucher (château de Garraube)[89].

## M
- Haut – A
- B
- C
- D
- E
- F
- G
- H
- I
- J
- K
- L
- M
- N
- O
- P
- Q
- R
- S
- T
- U
- V
- W
- X
- Y
- Z

- Manzac-sur-Vern

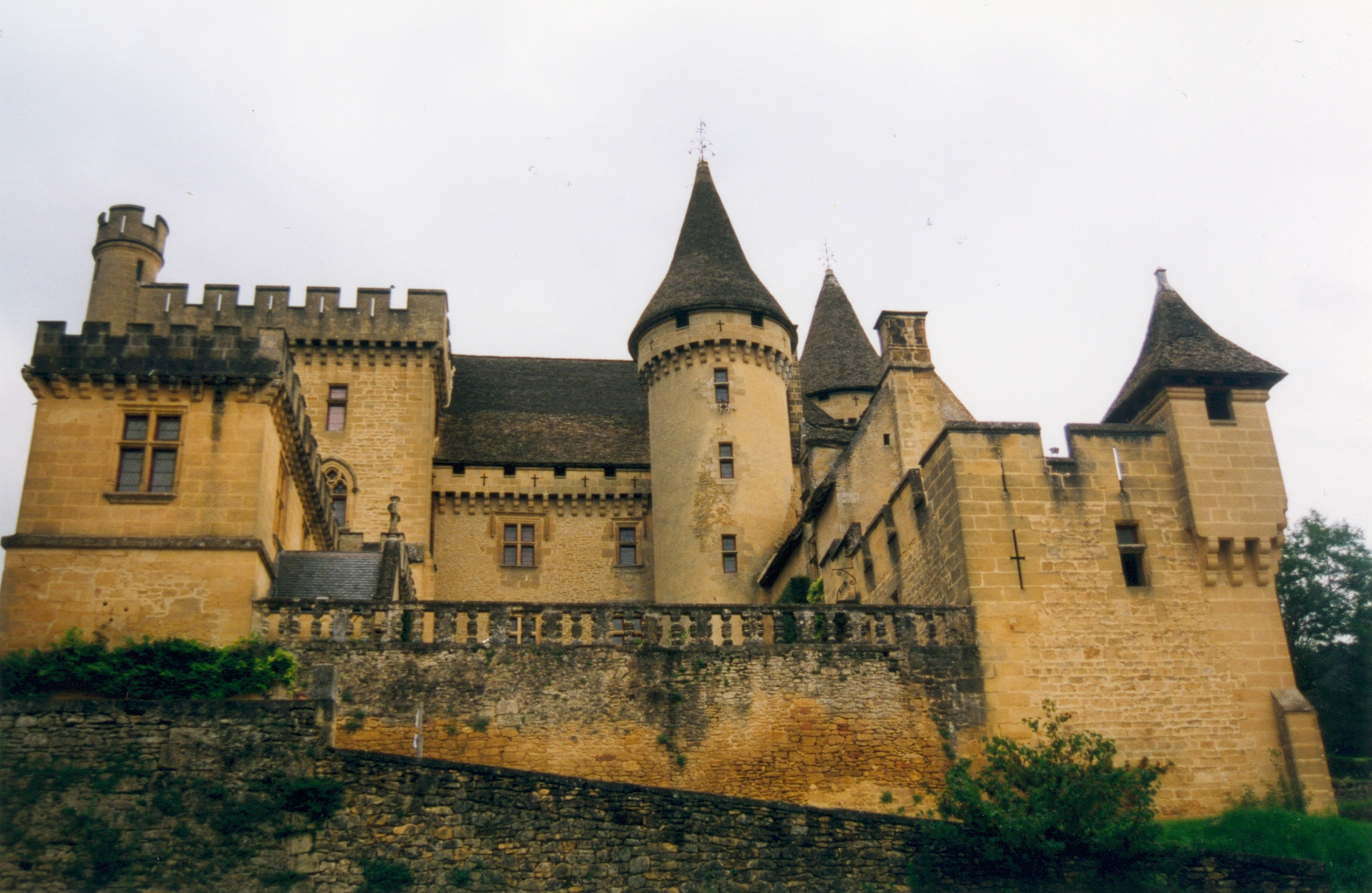
Le château de Puymartin à Marquay.

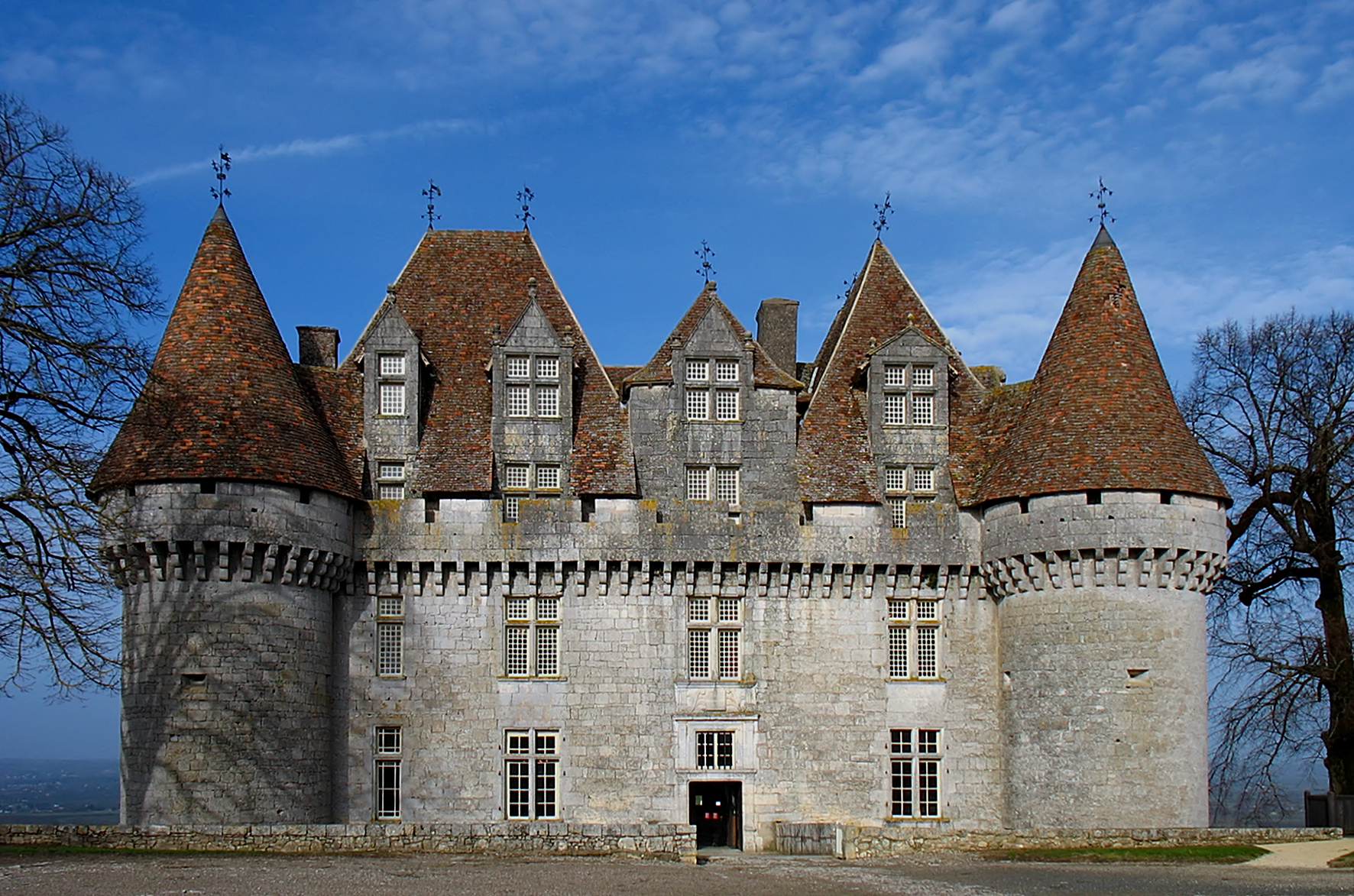
Le château de Monbazillac.

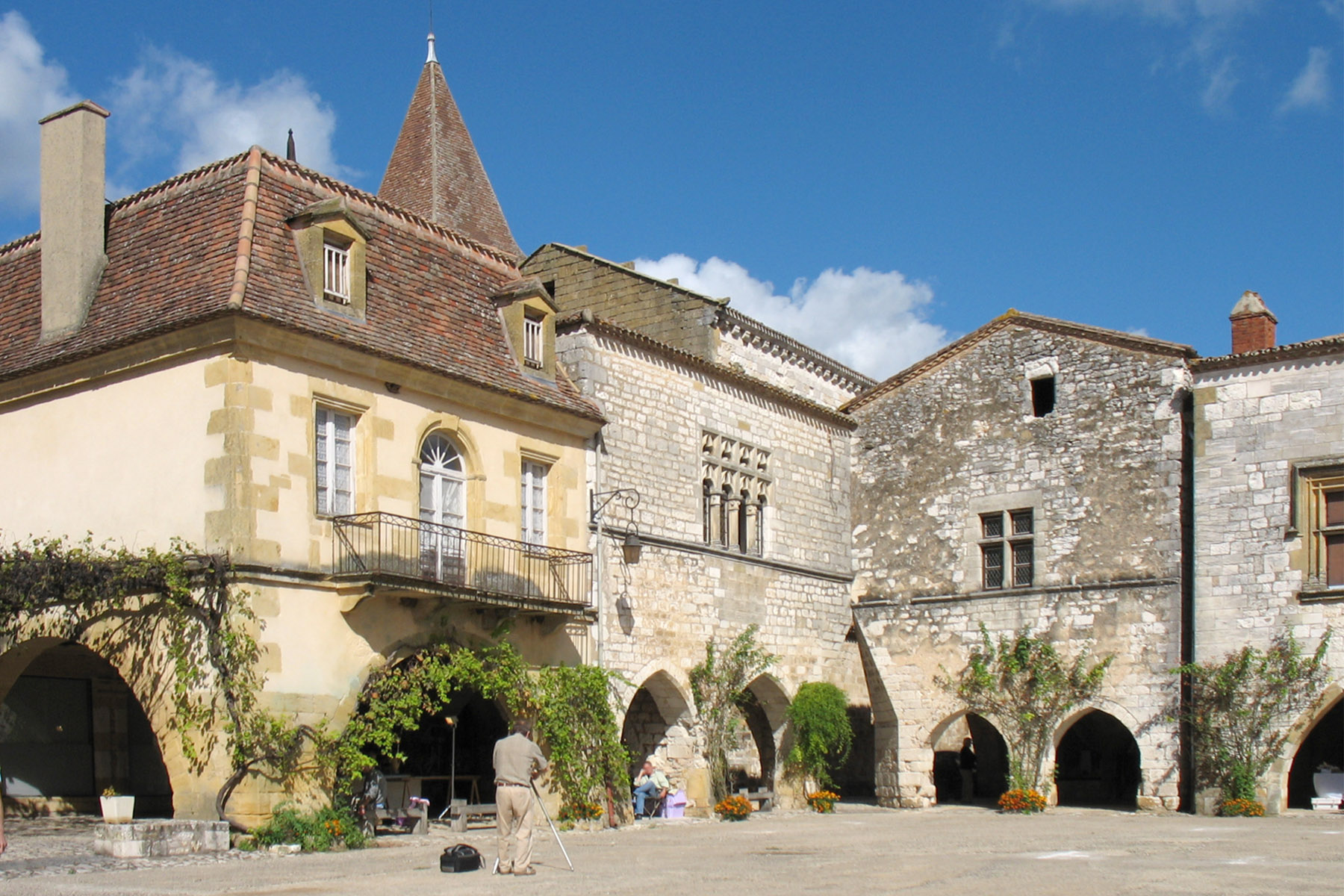
La place de la bastide de Monpazier.

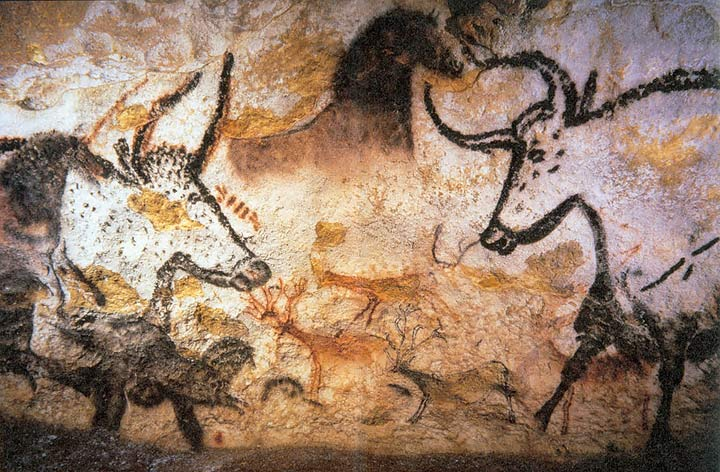
Peintures de la grotte de Lascaux à Montignac.

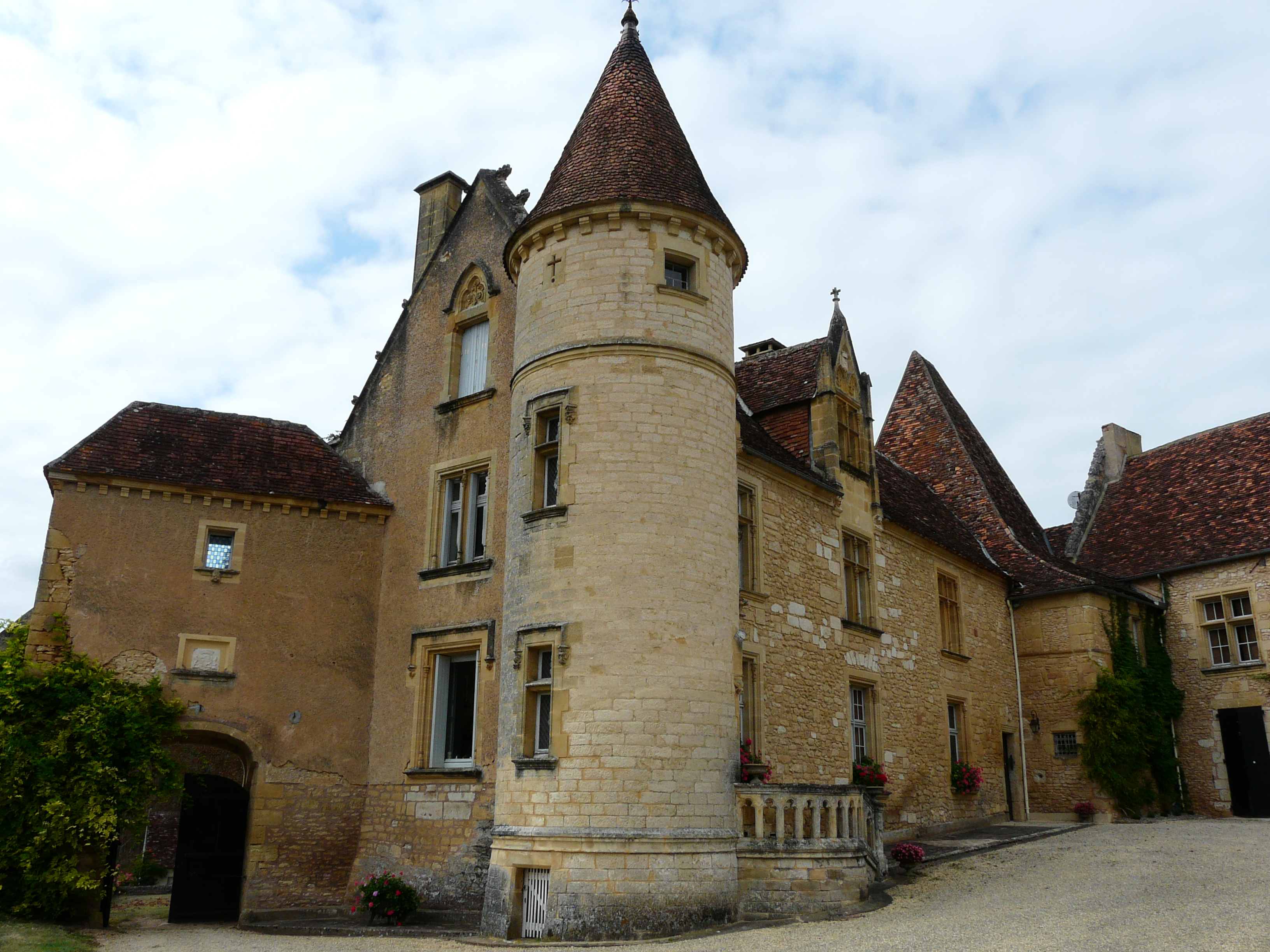
Le château de Monsec à Mouzens.

  - 2010 : Ici-bas, film de Jean-Pierre Denis[3].

- Marquay
  - 1974 : Aurore et Victorien, série télévisée de Jean-Paul Carrère (château de Puymartin)[3],[Note 2].
  - 1977 : Les Duellistes, film de Ridley Scott[3],[74],[75],[Note 2].
  - 2013 : Richelieu, la Pourpre et le Sang, téléfilm d'Henri Helman (château de Puymartin)[59].

- Marsac-sur-l'Isle
  - 1980 : Histoire d'Adrien, film de Jean-Pierre Denis[67],[68].
  - 2017 :  série télévisée Capitaine Marleau, saison 2, épisode 2 : La Mémoire enfouie de Josée Dayan[4],[5]

- Mauzens-et-Miremont
  - 2022 : Les Enfants des justes, téléfilm de Fabien Onteniente (extérieurs de la ferme de Blanche et Virgile[90]).

- Meyrals
  - 1969 : Jacquou le Croquant, feuilleton télévisé de Stellio Lorenzi[28].
  - 1988 : Périgord noir, film de Nicolas Ribowski[57],[3].
  - 2022 : Les Enfants des justes, téléfilm de Fabien Onteniente (intérieur de la ferme de Blanche et Virgile[90]).

- Milhac-de-Nontron
  - 2010 : Un jour mon père viendra, film de Martin Valente (tennis-club des Fontaines)[3].

- Monbazillac
  - 1987 : Madame le maire, téléfilm de Jean-François Claire[3].
  - 2004 : Les Gaous, film d'Igor Sékulic (château de Monbazillac, route de Mont-de-Marsan)[51],[52].
  - 2005 : Le Sang des fraises, téléfilm de Manuel Poirier[3].
  - 2006 : Bon Voyage, série télévisée de John Fawcett (château de Monbazillac)[15].
  - 2008 : Tirez sur le caviste, téléfilm d'Emmanuelle Bercot (château Péroudier)[3].
  - 2010 : Le Roman de ma femme, film de Jamshed Usmonov[3].

- Monmarvès
  - 2014 : Le Combat ordinaire, film de Laurent Tuel (lac de la Nette)[91].

- Monpazier
  - 1948 : Le Destin exécrable de Guillemette Babin, film de Guillaume Radot (bastide de Monpazier)[92],[93].
  - 1960 : Le Capitan, film d'André Hunebelle (bastide de Monpazier)[24],[25].
  - 1962 : Le Chevalier de Pardaillan, film de Bernard Borderie (bastide de Monpazier)[45],[46].
  - 1977 : Vous n'aurez pas l'Alsace et la Lorraine, film de Coluche[3].
  - 1982 : Le Bourrier, téléfilm de Roger Boussinot (bastide de Monpazier)[3].
  - 1982 : Les Misérables, film de Robert Hossein (bastide de Monpazier)[76],[3].
  - 1987 : La Patrie en danger, téléfilm de Michel Carrier (bastide de Monpazier)[3].
  - 1988 : Corentin ou les Infortunes conjugales, film de Jean Marbœuf (bastide de Monpazier)[47],[48].
  - 1990 : Jean Galmot, aventurier, téléfilm d'Alain Maline (bastide de Monpazier)[94],[3].
  - 2001 : D'Artagnan, film de Peter Hyams (bastide de Monpazier)[95],[96].
  - 2003 : Fanfan la Tulipe, film de Gérard Krawczyk (bastide de Monpazier)[97],[98].
  - 2021 : Le Dernier Duel, film de Ridley Scott (place des Cornières)[43].
  - 2022 : Les Enfants des justes, téléfilm de Fabien Onteniente[99].
  - 2024 : Les Chèvres !, film de Fred Cavayé[88].

- Montagrier
  - 2010 : Hasta la vista, film de Geoffrey Enthoven[3].

- Montferrand-du-Périgord
  - 1988 : Corentin ou les Infortunes conjugales, film de Jean Marbœuf (château de Regagnac)[47],[48].

- Montignac
  - 1944 : La Nuit des temps de Roger Verdier (court métrage).
  - 1969 : Jacquou le Croquant, feuilleton télévisé de Stellio Lorenzi[72],[73].
  - 1985 : Plenty, film de Fred Schepisi[3].
  - 1990 : Les Enfants de Lascaux, téléfilm de Maurice Bunio[100],[3].
  - 1996 : L'Orange de Noël, téléfilm de Jean-Louis Lorenzi[101],[3].
  - 2001 : Le Vieil ours et l'enfant, téléfilm de Maurice Bunio site du Regourdou[100],[3].
  - 2007 : Jacquou le Croquant, film de Laurent Boutonnat[39].

- Montpon-Ménestérol
  - 2015 : Cessez-le-feu, film d'Emmanuel Courcol (chartreuse de Vauclaire)[85].

- Mouzens
  - 1943 : Jeannou, film de Léon Poirier (château de Monsec)[3].

- Mussidan
  - 2013 : La Dune, film de Yossi Aviram (place Victor-Hugo)[102],[3].

## N
- Haut – A
- B
- C
- D
- E
- F
- G
- H
- I
- J
- K
- L
- M
- N
- O
- P
- Q
- R
- S
- T
- U
- V
- W
- X
- Y
- Z

- Nanteuil-Auriac-de-Bourzac

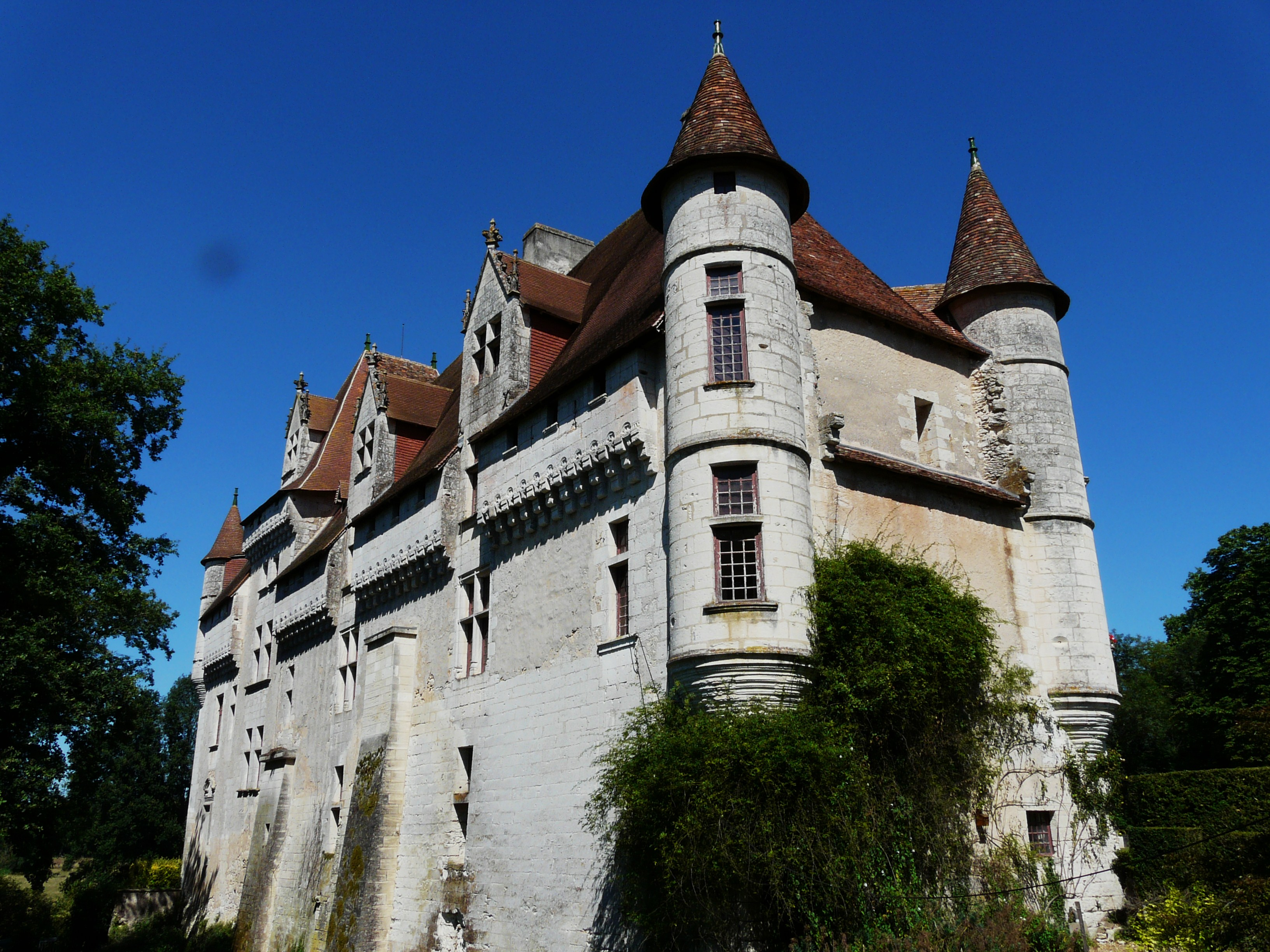
Le château de Neuvic.

  - 2004 : Les Gaous, film d'Igor Sékulic (ferme la Faucherie)[52].

- Neuvic
  - 2008 : Vilaine, film de Jean-Patrick Benes et Allan Mauduit (château de Neuvic)[7].

## P
- Haut – A
- B
- C
- D
- E
- F
- G
- H
- I
- J
- K
- L
- M
- N
- O
- P
- Q
- R
- S
- T
- U
- V
- W
- X
- Y
- Z

- Périgueux

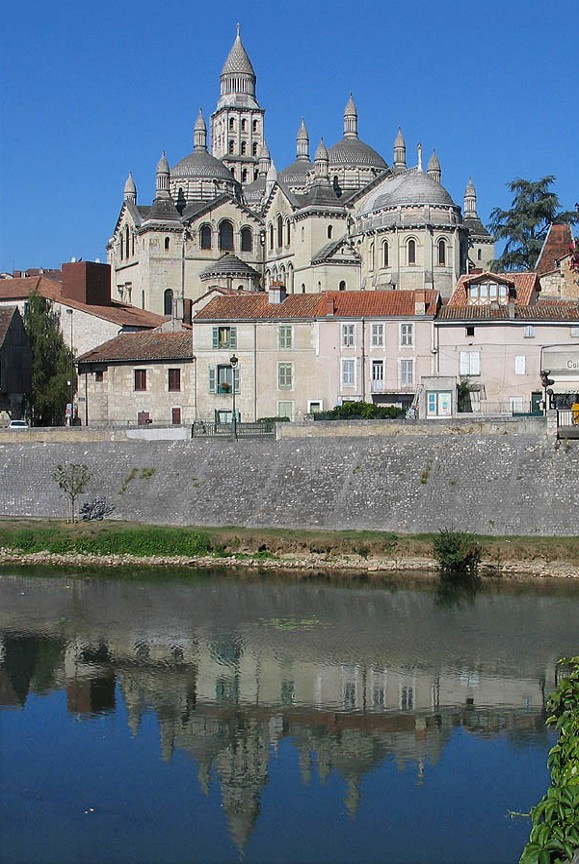
La cathédrale Saint-Front de Périgueux.

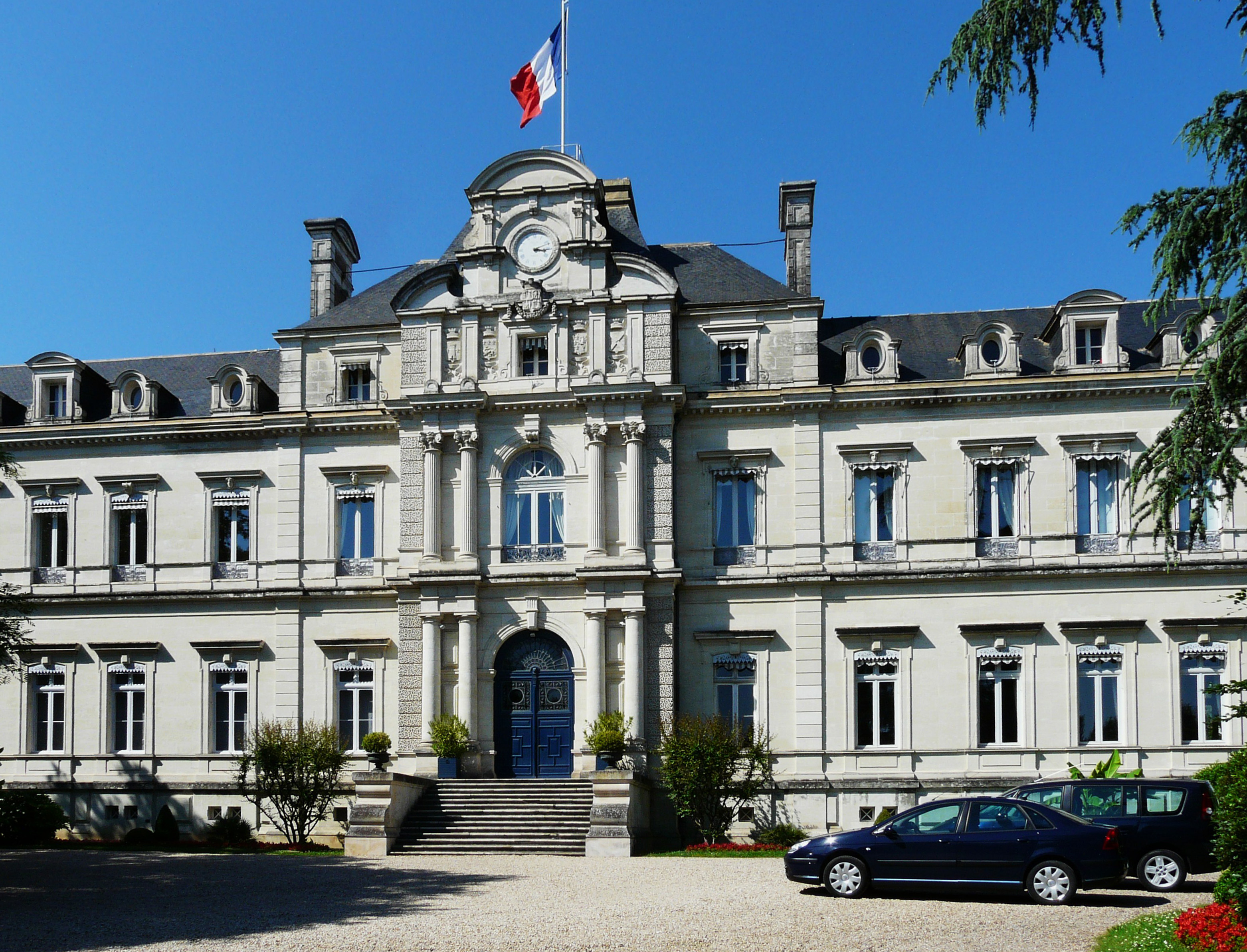
L'hôtel de préfecture de la Dordogne à Périgueux.

  - 1969 : Le Boucher, film de Claude Chabrol (CHU)[3].
  - 1969 : Jacquou le Croquant, feuilleton télévisé de Stellio Lorenzi[28].
  - 1974 : Arsène Lupin - La demeure mystérieuse, série télévisée de Jean-Pierre Desagnat (allées de Tourny, château de Castel-Peyssard, préfecture, rue Paul-Louis-Courier)[3].
  - 1974 : Arsène Lupin - Herlock Sholmes lance un défi, série télévisée de Jean-Pierre Desagnat (préfecture)[3].
  - 1974 : La Confession d'un enfant du siècle, téléfilm de Claude Santelli[3].
  - 1980 : Histoire d'Adrien, film de Jean-Pierre Denis[67],[68].
  - 1987 : Champ d'honneur, film de Jean-Pierre Denis[103],[104].
  - 1989 : Les Bois noirs, film de Jacques Deray[61],[62].
  - 1991 : Devenir Colette, film de Danny Huston[78],[79].
  - 2004 : Les Gaous, film d'Igor Sékulic (boulevard des Arènes, place du Coderc, place Saint-Silain, rue de la Miséricorde, rue du Serment)[52].
  - 2006 : Ange de feu, film de Philippe Setbon (Gare)[65].
  - 2006 : Bon Voyage, série télévisée de John Fawcett[15].
  - 2007 : Jacquou le Croquant, film de Laurent Boutonnat (toiture de la cathédrale Saint-Front)[39].
  - 2008 : Tirez sur le caviste, téléfilm d'Emmanuelle Bercot (jardin du Thouin, place de la Clautre, rue de l'Ancien-Hôtel-de-Ville)[3].
  - 2009 : 8 fois debout, film de Xabi Molia (ancien hôtel de ville, boulevard du Petit-Change, boulevard Stalingrad, école André Davesne, cité HLM les Jaures, cité HLM les Mondoux, dépôt Péribus, parc Gamenson, place de l'Ancien-Hôtel-de-Ville, place du Coderc, route de Bergerac, rue du 5e Régiment-de-Chasseurs, rue Aubarède, rue Carnot, rue Denis-Papin, rue Fénelon, rue Gambetta, rue Judaïque, rue Lamartine, rue Maréchal-Juin, rue Mirabeau, rue Pierre-Sémard, rue Saint-Joseph, rue Saint-Silain, rue de la Vertu, théâtre l'Odyssée)[8].
  - 2010 : Ici-bas, film de Jean-Pierre Denis (allées de Tourny, bâtiments de l'ex-SEITA, caserne CRS 22, cathédrale Saint-Front, château Barrière, évêché, institution Sainte-Marthe, jardin des Arènes, jardin du Thouin, rue des Farges)[3].
  - 2010 : Le Roman de ma femme, film de Jamshed Usmonov (allées de Tourny, église Saint-Martin, palais de justice, rues Bugeaud, Gambetta, Taillefer, Wilson)[3].
  - 2010 : Un jour mon père viendra, film de Martin Valente (rue du Docteur-Calmette)[3].
  - 2011 : Désordres, film d'Étienne Faure (vieille ville, café de la Place, atelier de fabrication de chaises, lycée Laure-Gatet, lycée Pablo-Picasso, agences de Sud Ouest et de Dordogne libre, agence immobilière Home immobilier)[3],[1].
  - 2012 : Fleurs et Brume, série télévisée chinoise, épisode réalisé par Ding Yang Guo (allées de Tourny, cathédrale Saint-Front et rues avoisinantes, café Mimos, cloître du musée d'Art et d'Archéologie du Périgord, rue Limogeanne)[3],[19].
  - 2012 : Jappeloup, film de Christian Duguay (CHU)[20].
  - 2014 : Tout est permis de Coline Serreau[105].
  - 2017 : Les Fauves, film de Vincent Mariette[10].
  - 2018 : Victor Hugo, ennemi d'État, mini-série télévisée d'Iris Bucher (préfecture, rue du Plantier)[89].
  - 2022 : Stella est amoureuse, film de Sylvie Verheyde, tournage en janvier 2021 (café de la Place et stade Francis-Rongiéras)[106].

- Petit-Bersac
  - 2011 : Mon arbre, film de Bérénice André.

- Pomport
  - 2004 : Les Gaous, film d'Igor Sékulic (château Bélingard)[51],[52].
  - 2012 : Jappeloup, film de Christian Duguay (château de Sanxet)[20].

- Pressignac-Vicq
  - 2018 : Mongeville épisode 19 : La Ferme de Louise[11].

- Proissans
  - 1998 : À tout jamais, une histoire de Cendrillon, film d'Andy Tennant (château de la Roussie)[35],[3].

## R
- Haut – A
- B
- C
- D
- E
- F
- G
- H
- I
- J
- K
- L
- M
- N
- O
- P
- Q
- R
- S
- T
- U
- V
- W
- X
- Y
- Z

- Ribagnac

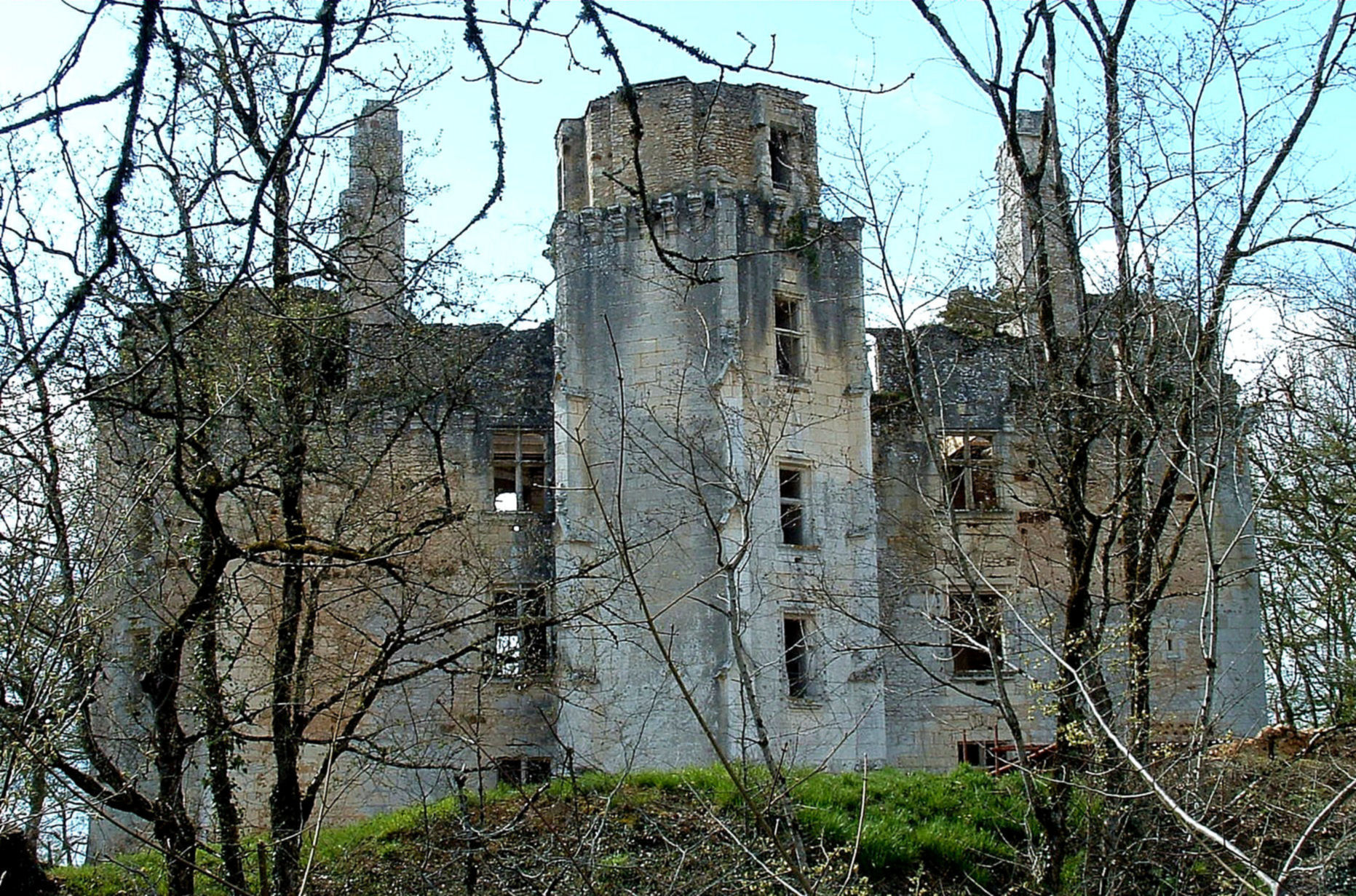
Le château de l'Herm à Rouffignac-Saint-Cernin-de-Reilhac.

  - 2023 : Le Règne animal, film de Thomas Cailley, tourné en partie au château de Bridoire[80].

- Ribérac :
  - 2008 : Vilaine, film de Jean-Patrick Benes et Allan Mauduit[107],[7].
  - 2011 : Désordres, film d'Étienne Faure (stade de rugby)[3],[1].
  - 2011 : Mon arbre, film  de Bérénice André.
  - 2015 : Cessez-le-feu, film d'Emmanuel Courcol[85].

- La Rochebeaucourt-et-Argentine
  - 2006 : Bon Voyage, série télévisée de John Fawcett[15].

- La Roque-Gageac
  - 1977 : Les Duellistes, de Ridley Scott[108].
  - 2010 : Camping 2, film de Fabien Onteniente[58].
  - 2017 : Capitaine Marleau, saison 2, épisode 3, intitulé Sang et lumière[109].

- Rouffignac-Saint-Cernin-de-Reilhac
  - 2007 : Jacquou le Croquant, film de Laurent Boutonnat (château de l'Herm)[39].
  - 2004 : Les Gaous, film d'Igor Sékulic (mairie, église, les Piconies)[52].

## S
- Haut – A
- B
- C
- D
- E
- F
- G
- H
- I
- J
- K
- L
- M
- N
- O
- P
- Q
- R
- S
- T
- U
- V
- W
- X
- Y
- Z

- Saint-André-d'Allas :

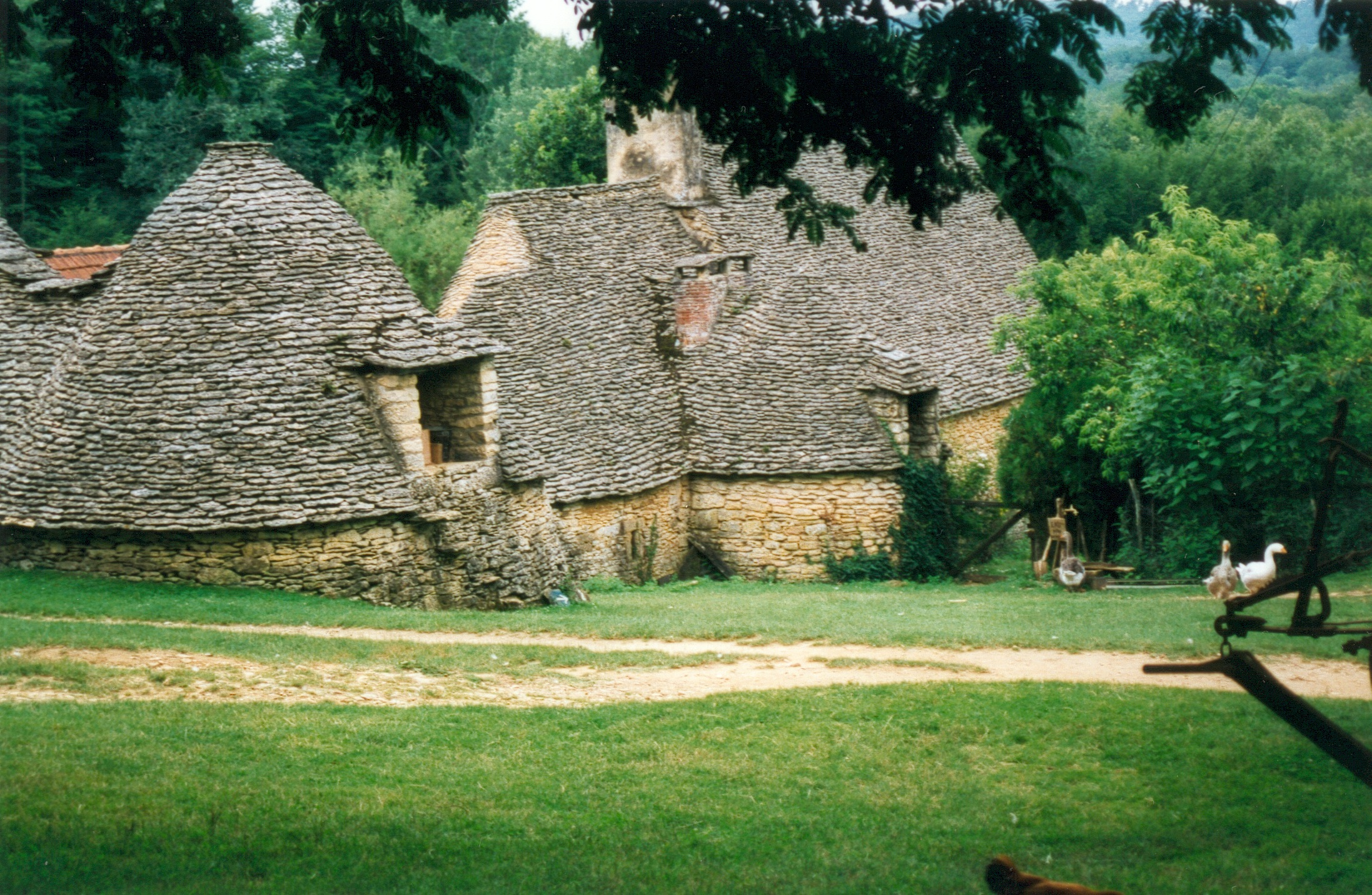
Les cabanes du Breuil à Saint-André-d'Allas.

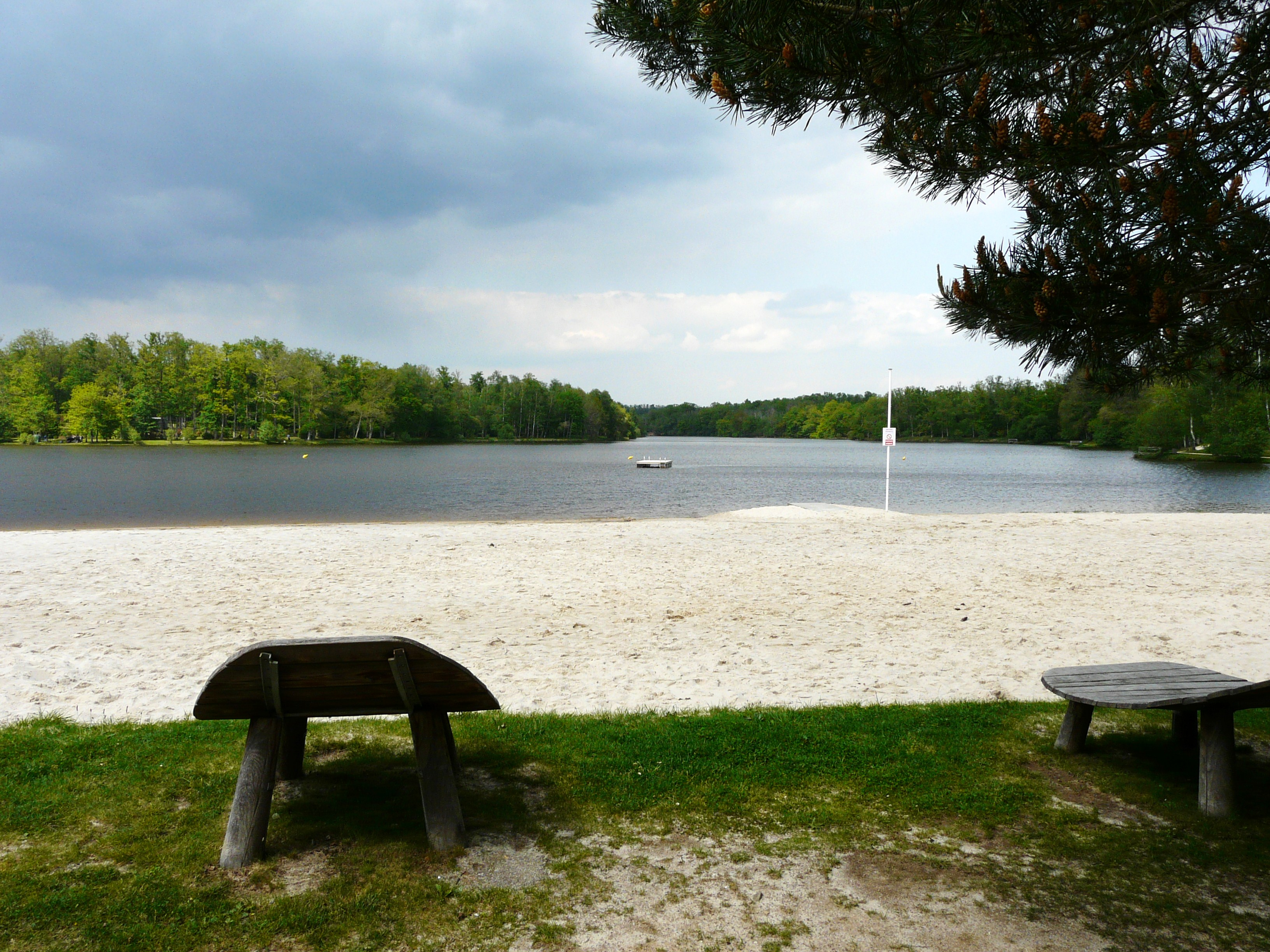
Le grand étang de Saint-Estèphe.

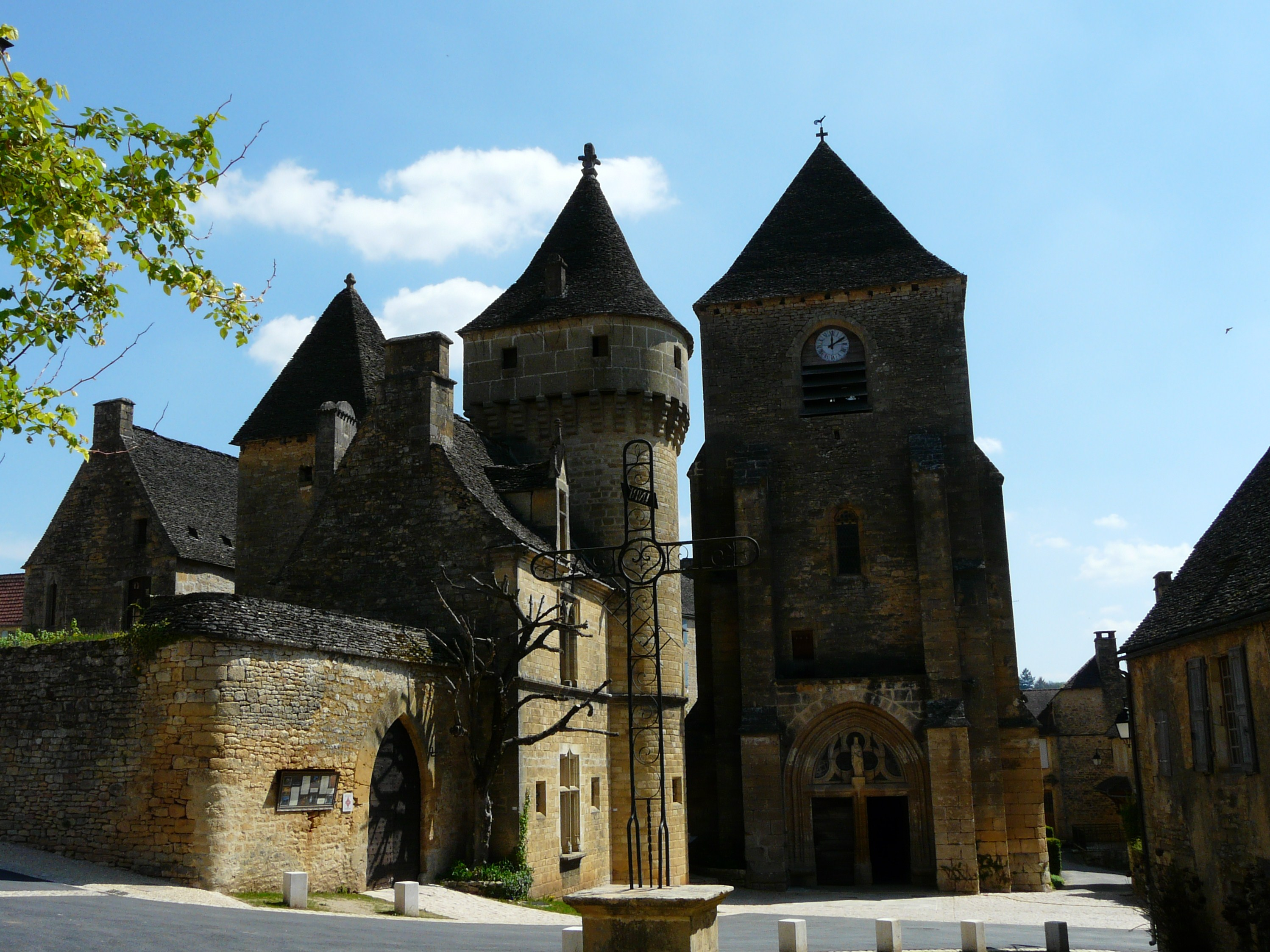
L'église et le château de Saint-Geniès.

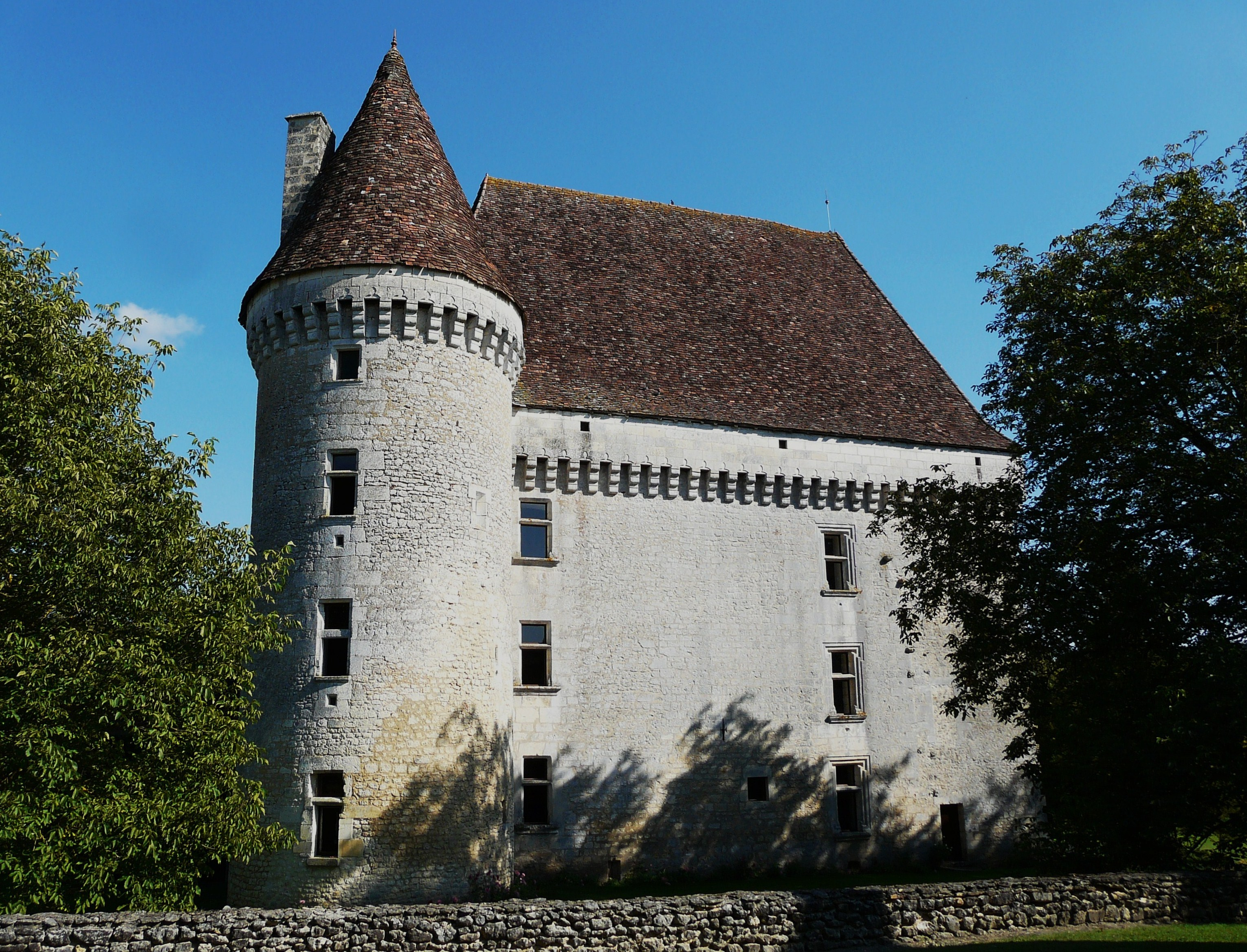
Le château de Saint-Maurice à Saint-Laurent-des-Bâtons.

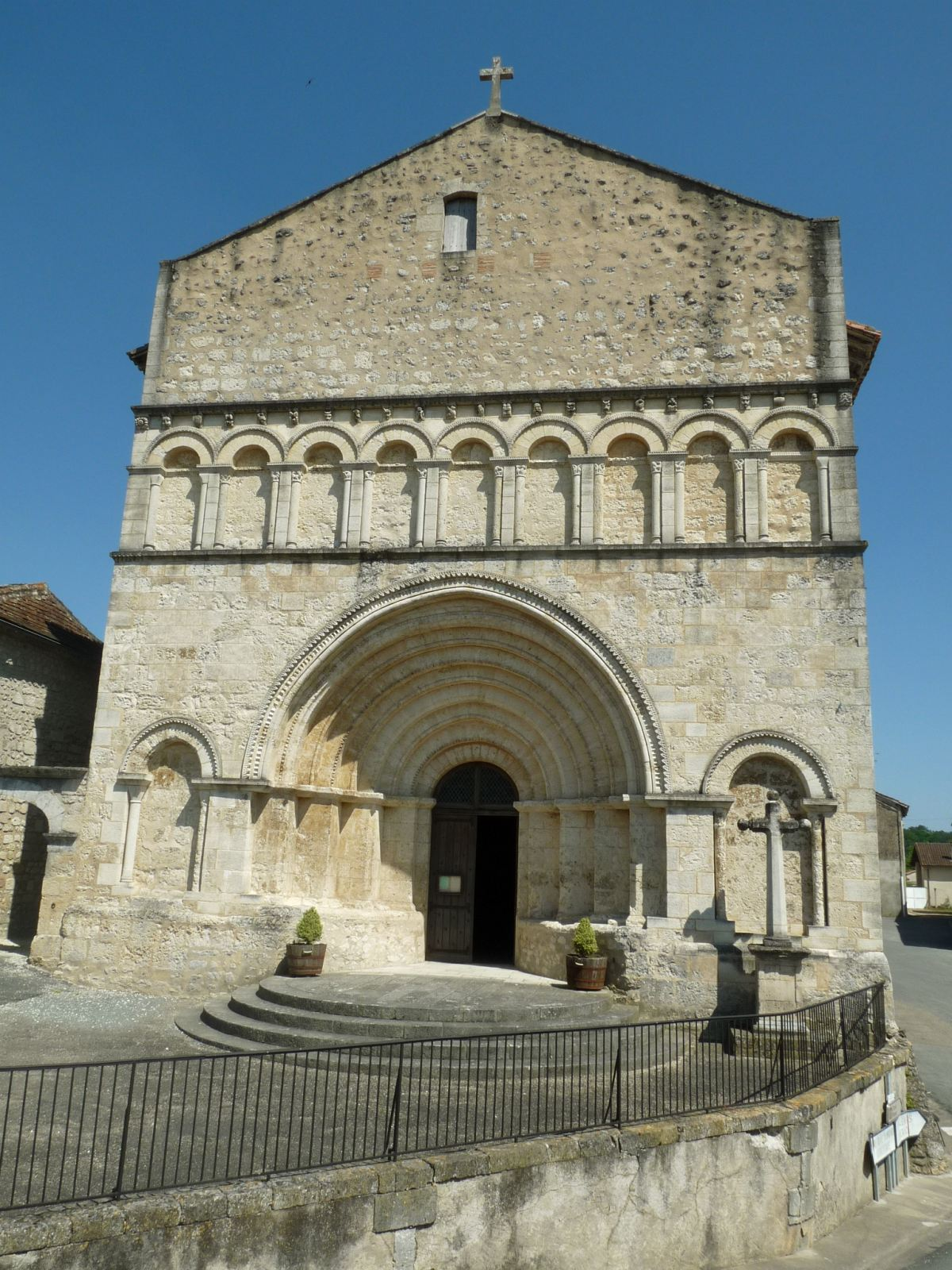
L'église de Saint-Privat-des-Prés.

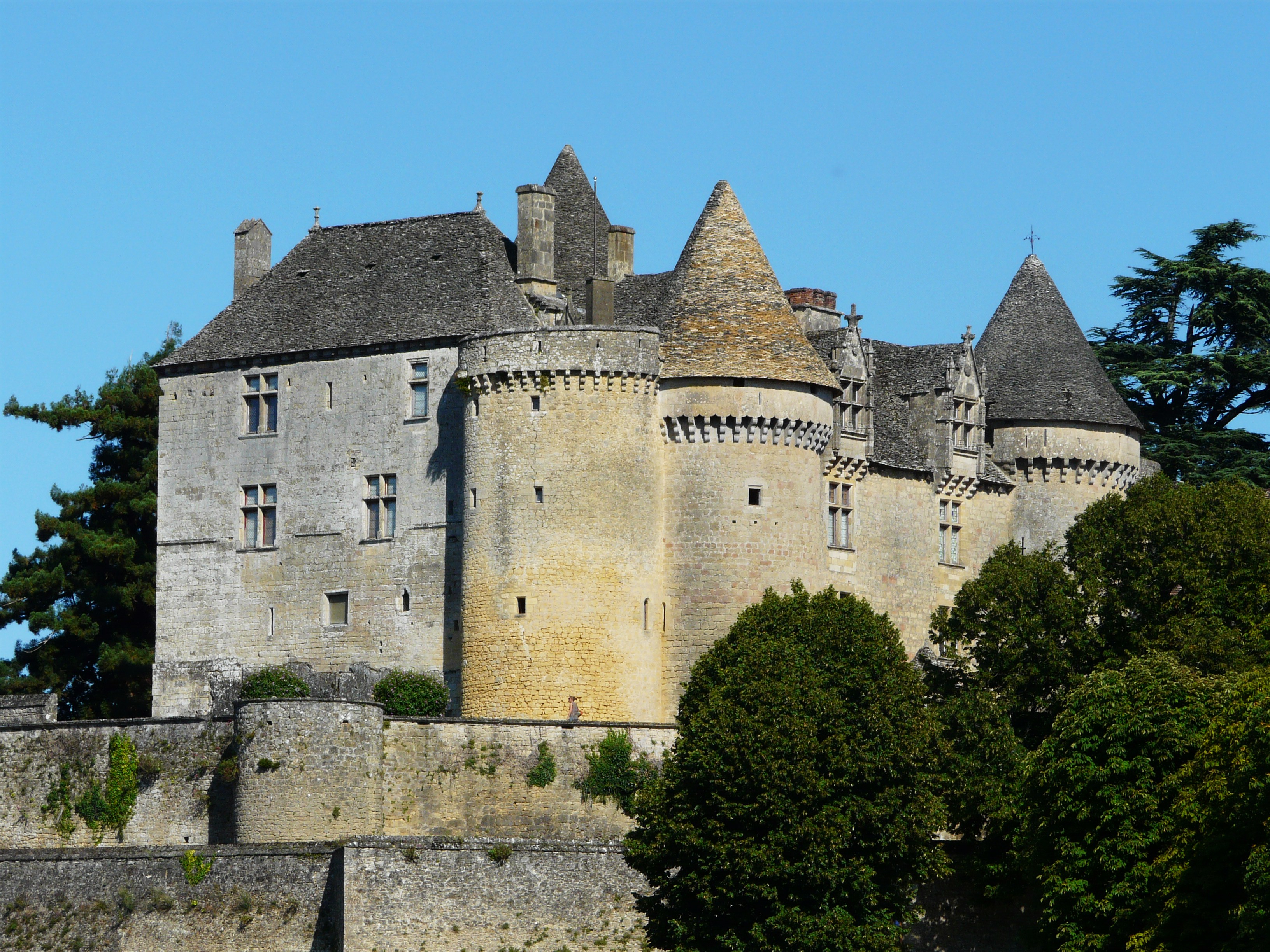
Le château de Fénelon à Sainte-Mondane.

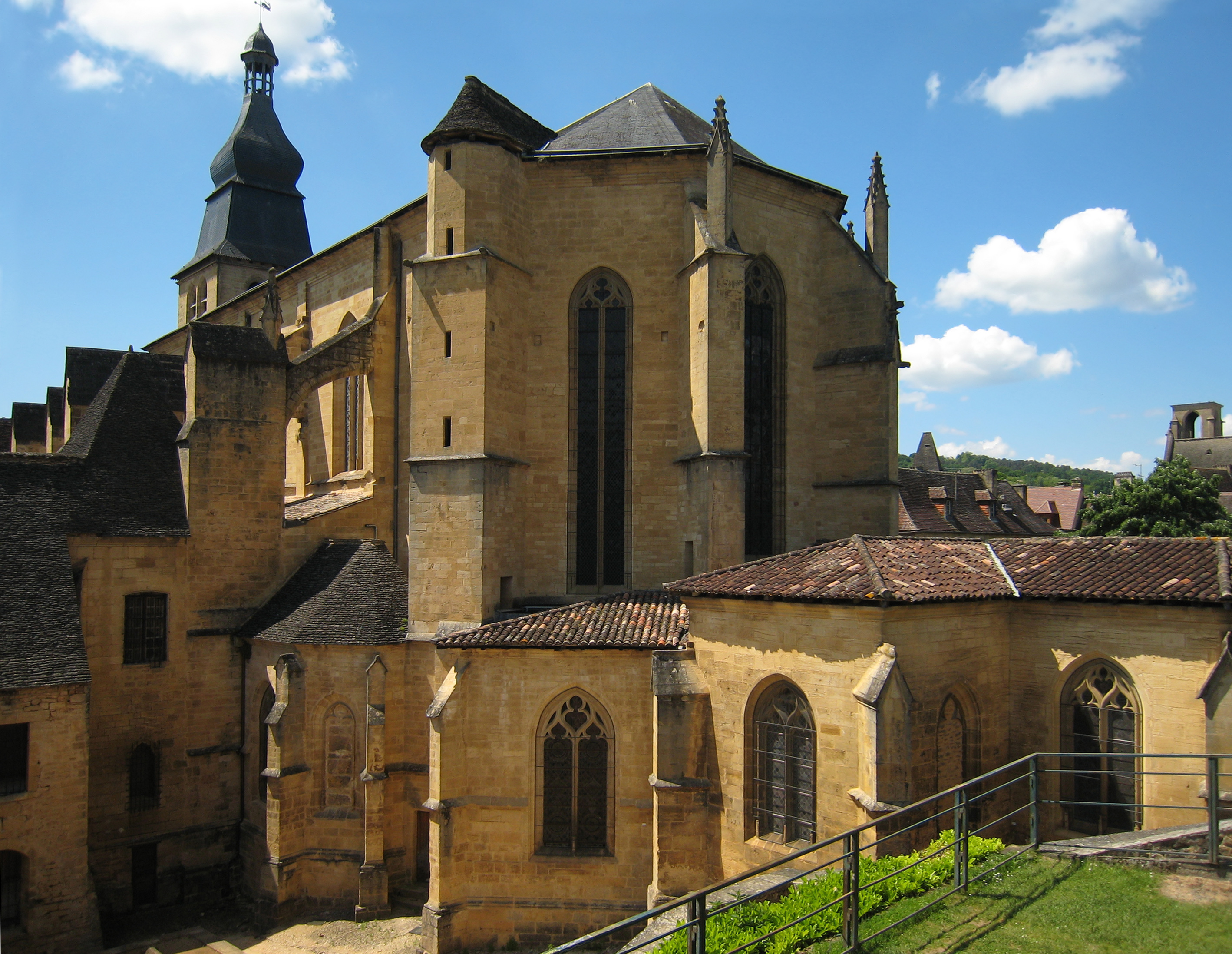
La cathédrale de Sarlat.

  - 2009 : Cartouche, le brigand magnifique, téléfilm d'Henri Helman (cabanes du Breuil)[49],[50].
  - 2024 : Fortune de France, série télévisée de Christopher Thompson (cabanes du Breuil)[44].

- Saint-Astier
  - 1987 : Champ d'honneur, film de Jean-Pierre Denis[103],[104].
  - 2005 : Le Sang des fraises, téléfilm de Manuel Poirier[3].
  - 2009 : Plein sud, film de Sébastien Lifshitz[3].
  - 2009 : 8 fois debout, film de Xabi Molia (hôpital rural)[8].
  - 2010 : Le Roman de ma femme, film de Jamshed Usmonov (pont, rue du Commandant Boisseuilh, écluse)[3].
  - 2017 :  série télévisée Capitaine Marleau, saison 2, épisode 2 : La Mémoire enfouie de Josée Dayan[4],[5]

- Saint-Aulaye
  - 1987 : Champ d'honneur, film de Jean-Pierre Denis[103],[104].

- Saint-Avit-Sénieur
  - 1987 : La Patrie en danger, téléfilm de Michel Carrier[3].
  - 1988 : Corentin ou les Infortunes conjugales, film de Jean Marbœuf[47],[48].

- Saint-Crépin-et-Carlucet
  - 1975 : Léopold le bien-aimé, téléfilm de Georges Wilson[3].
  - 1977 : Les Duellistes, film de Ridley Scott (cuisine du château de Lacypierre)[74].

- Saint-Cybranet
  - 1973 : L’Histoire très bonne et très joyeuse de Colinot Trousse-Chemise, film de Nina Companeez[110],[111].

- Saint-Cyprien
  - 1976 : La Filière, série télévisée de Guy-André Lefranc[28].
  - 1982 : Les Misérables, film de Robert Hossein[76],[3].
  - 2022 : Les Enfants des justes, téléfilm de Fabien Onteniente (scènes censées se passer à Périgueux[90]).

- Saint-Estèphe
  - 2008 : Camping Paradis - épisode 3 : L'Oncle d'Amérique, série télévisée de Philippe Proteau (Grand étang)[3].

- Saint-Geniès
  - 2007 : Jacquou le Croquant, film de Laurent Boutonnat[39].

- Saint-Georges-de-Montclard
  - 2010 : Le Roman de ma femme, film de Jamshed Usmonov (route départementale 21)[3].

- Saint-Jean-de-Côle
  - 1974 : La Confession d'un enfant du siècle, téléfilm de Claude Santelli[3].
  - 1974 : Arsène Lupin - La demeure mystérieuse, série télévisée de Jean-Pierre Desagnat[3].
  - 1987 : Guillaume Tell, série télévisée[3].

- Saint-Laurent-des-Bâtons
  - 2010 : Nicolas Le Floch, série télévisée, épisode Le Grand veneur réalisé par Nicolas Picard-Dreyfuss (château de Saint-Maurice)[3].
  - 2010 : Un jour mon père viendra, film de Martin Valente[3].

- Saint-Laurent-des-Hommes
  - 1969 : Jacquou le Croquant, feuilleton télévisé de Stellio Lorenzi[73].

- Saint-Laurent-sur-Manoire
  - 2011 : Mon arbre de Bérénice André.

- Saint-Léon-sur-l'Isle
  - 1980 : Histoire d'Adrien, film de Jean-Pierre Denis[67],[68].
  - 1983 : La Palombière, film de Jean-Pierre Denis[112],[3].
  - 1987 : Champ d'honneur, film de Jean-Pierre Denis[103],[104].

- Saint-Léon-sur-Vézère
  - 2024 : Fortune de France, série télévisée de Christopher Thompson (église Saint-Léonce)[44].

- Saint-Marcory
  - 2007 : Jacquou le Croquant, film de Laurent Boutonnat[23].

- Saint-Martial-d'Albarède
  - 1985 : Plenty, film de Fred Schepisi[3].

- Saint-Martin-des-Combes
  - 1989 : Les Bois noirs, film de Jacques Deray[61],[62].

- Saint-Médard-d'Excideuil
  - 2010 : Un jour mon père viendra, film de Martin Valente (domaine d'Essendiéras)[3].
  - 2012 : Mindscape, film de Jorge Dorado (domaine d'Essendiéras)[3].

- Saint-Médard-de-Mussidan
  - 2010 : Un jour mon père viendra, film de Martin Valente (établissements Rieupet)[3].
  - 2011 : Les Jeux des nuages et de la pluie, film de Benjamin de Lajarte (anciens meubles Gras)[3].

- Saint-Michel-de-Montaigne
  - 2024 : Cocorico, film de Julien Hervé, partiellement tourné au château de Montaigne[113].

- Saint Pardoux la rivière
  - 2007 : Ossessione, film de Guillaume Beylard[114].
- Saint-Paul-de-Serre
  - 2010 : Ici-bas, film de Jean-Pierre Denis[3].

- Saint-Pierre-de-Chignac
  - 2004 : Les Gaous, film d'Igor Sékulic (ferme la Béronie)[52].

- Saint-Privat-des-Prés
  - 1981 : L'Ennemi de la mort, feuilleton télévisé de Roger Kahane (église)[70].

- Saint-Saud-Lacoussière
  - 2010 : Un jour mon père viendra, film de Martin Valente (hostellerie Saint-Jacques)[3].

- Saint-Sulpice-de-Roumagnac :
  - 2008 : Vilaine, film de Jean-Patrick Benes et Allan Mauduit (le Picateau)[107],[7].

- Saint-Vincent-le-Paluel
  - 1968 : Le Tatoué, film de Denys de La Patellière (château de Paluel, cimetière et église)[66],[3].

- Sainte-Mondane
  - 1963 : Le Vice et la Vertu, film de Roger Vadim (château de Fénelon)[3].
  - 1969 : D'Artagnan, feuilleton télévisé de Claude Barma (château de Fénelon)[26].
  - 1973 : L’Histoire très bonne et très joyeuse de Colinot Trousse-Chemise, film de Nina Companeez[3].
  - 1978 : Gaston Phébus : Le Lion des Pyrénées, feuilleton télévisé de Bernard Borderie (château de Fénelon)[27].
  - 1998 : À tout jamais, une histoire de Cendrillon, film d'Andy Tennant (château de Fénelon)[35],[3].
  - 2010 : Nicolas Le Floch, série télévisée, épisode Le Grand veneur réalisé par Nicolas Picard-Dreyfuss (château de Fénelon)[3].
  - 2021 : Le Dernier Duel, film de Ridley Scott (château de Fénelon)[43].
  - 2024 : Fortune de France, série télévisée de Christopher Thompson (Château de Fénelon)[44].

- Sainte-Nathalène
  - 2006 : Ange de feu, film de Philippe Setbon[65].

- Salignac-Eyvigues
  - 2007 : Jacquou le Croquant, film de Laurent Boutonnat[23].
  - 2012 : Fleurs et Brume, série télévisée chinoise, épisode réalisé par Ding Yang Guo (jardins du manoir d'Eyrignac)[3],[19].

- Sarlat
  - 1929 : Le Capitaine Fracasse, film d'Alberto Cavalcanti[115],[116].
  - 1942 : Pontcarral, colonel d'Empire, film de Jean Delannoy[117],[3].
  - 1943 : Jeannou, film de Léon Poirier[28].
  - 1944 : Vautrin, de Pierre Billon[3].
  - 1948 : Le Destin exécrable de Guillemette Babin, film de Guillaume Radot[92],[93].
  - 1966 : La Bouquetière des innocents, téléfilm de Lazare Iglésis[3].
  - 1968 : Le Tribunal de l'impossible, série télévisée, épisode Nostradamus, ou Le Prophète en son pays, réalisé par Pierre Badel[28].
  - 1968 : Le Tatoué, film de Denys de La Patellière[66],[3].
  - 1969 : Jacquou le Croquant, feuilleton télévisé de Stellio Lorenzi[72],[73].
  - 1969 : D'Artagnan, feuilleton télévisé de Claude Barma (place du Marché)[26].
  - 1973 : L’Histoire très bonne et très joyeuse de Colinot Trousse-Chemise, film de Nina Companeez[110],[111].
  - 1974 : La Confession d'un enfant du siècle, téléfilm de Claude Santelli[3].
  - 1974 : Les Quatre Charlots mousquetaires, film d'André Hunebelle[3].
  - 1975 : Léopold le bien-aimé, téléfilm de Georges Wilson[3].
  - 1977 : Les Duellistes, film de Ridley Scott[74],[75].
  - 1976 : La Filière, série télévisée de Guy-André Lefranc[28].
  - 1978 : Gaston Phébus : Le Lion des Pyrénées, feuilleton télévisé de Bernard Borderie[27].
  - 1978 : Les Misérables, téléfilm de Glenn Jordan[3].
  - 1979 : Le Séquestre, téléfilm de Guy Jorré (lycée-collège Saint-Joseph)[3].
  - 1981 : Sans famille, mini-série en trois parties de Jacques Ertaud[3].
  - 1982 : Elle voit des nains partout, film de Jean-Claude Sussfeld[55],[56].
  - 1982 : La Steppe, téléfilm de Jean-Jacques Goron[3].
  - 1982 : Les Misérables, film de Robert Hossein[76],[3].
  - 1985 : La Promise, film de Franc Roddam[3].
  - 1986 : 831, Voyage incertain, film de Jean-Louis Lignerat[118],[3].
  - 1988 : Périgord noir, film de Nicolas Ribowski[57],[3].
  - 1990 : Dames galantes, film de Jean-Charles Tacchella[29],[30].
  - 1991 : Devenir Colette, film de Danny Huston[78],[79].
  - 1994 : La Fille de d'Artagnan, film de Bertrand Tavernier[31],[32].
  - 1998 : À tout jamais, une histoire de Cendrillon, film d'Andy Tennant (place du Marché)[35],[3].
  - 1999 : Jeanne d'Arc, film de Luc Besson[36],[37].
  - 2000 : Le Chocolat, film de Lasse Hallström[119].
  - 2001 : D'Artagnan, film de Peter Hyams[95],[96].
  - 2006 : Ange de feu, film de Philippe Setbon (palais de justice)[65].
  - 2007 : Timboektoe, film de David Schram (lycée-collège Saint-Joseph)[3].
  - 2007 : Jacquou le Croquant, film de Laurent Boutonnat[39].
  - 2009 : Cartouche, le brigand magnifique, téléfilm d'Henri Helman (cour du Cloître, maison de La Boétie, place des Enfeus, rue Jean-Jacques Rousseau)[49],[50].
  - 2010 : Nicolas Le Floch, série télévisée, épisode La Larme de Varsovie réalisé par Nicolas Picard-Dreyfuss (cour des Chanoines, cour du Cloître, passage des Enfeus, place Lucien-de-Maleville, place Pezrou)[3].
  - 2010 : Nicolas Le Floch, série télévisée, épisode Le Grand veneur réalisé par Nicolas Picard-Dreyfuss (cour des Chanoines, cour du Cloître, passage des Enfeus, place Lucien de Maleville, place Pezrou)[3].
  - 2011 : Rani, série télévisée d'Arnaud Sélignac (rues)[3].
  - 2013 : Richelieu, la Pourpre et le Sang, téléfilm d'Henri Helman (manoir de Gisson)[59].
  - 2024 : Fortune de France, série télévisée de Christopher Thompson (chapelle des Pénitents bleus)[44].

- Sergeac
  - 1998 : À tout jamais, une histoire de Cendrillon, film d'Andy Tennant (grottes de Castel Merle)[3].
  - 2009 : Cartouche, le brigand magnifique, téléfilm d'Henri Helman (Castel Merle)[49],[50].
  - 2011 : Rani, série télévisée d'Arnaud Sélignac (grottes de Castel Merle)[3].

- Serres-et-Montguyard :
  - 2013 : La Dune, film de Yossi Aviram[3].

- Siorac-en-Périgord
  - 1988 : Corentin ou les Infortunes conjugales, film de Jean Marbœuf[47],[48].

- Soudat
  - 2006 : Nos jours heureux, film d'Olivier Nakache et Éric Toledano[3].

- Sourzac
  - 2011 : Les Jeux des nuages et de la pluie, film de Benjamin de Lajarte (tunnel communal sous l'A89)[3].
  - 2012 : À moi seule, film de Frédéric Videau[120].

## T
- Haut – A
- B
- C
- D
- E
- F
- G
- H
- I
- J
- K
- L
- M
- N
- O
- P
- Q
- R
- S
- T
- U
- V
- W
- X
- Y
- Z

- Terrasson-Lavilledieu

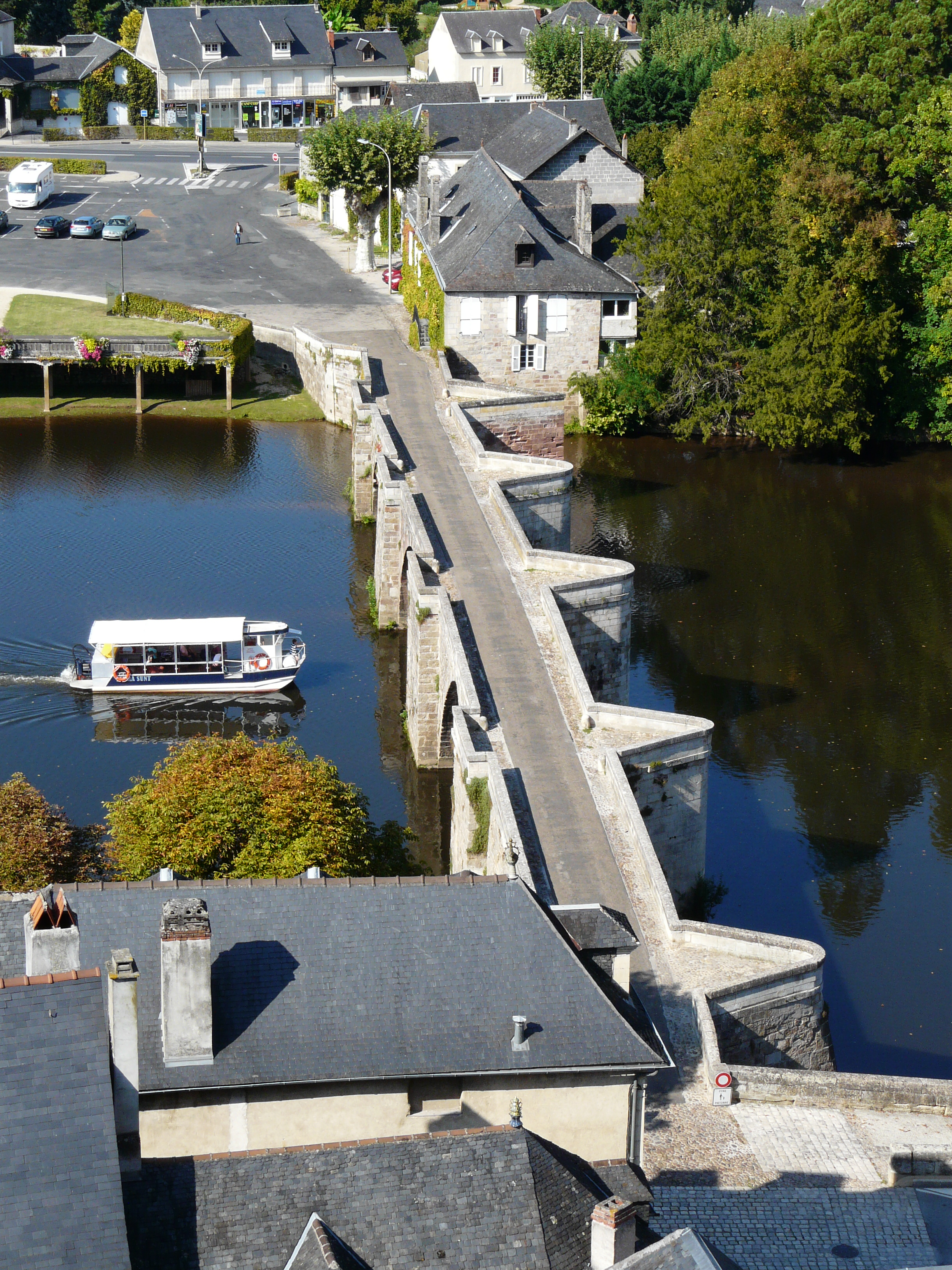
Le vieux pont sur la Vézère à Terrasson-Lavilledieu.

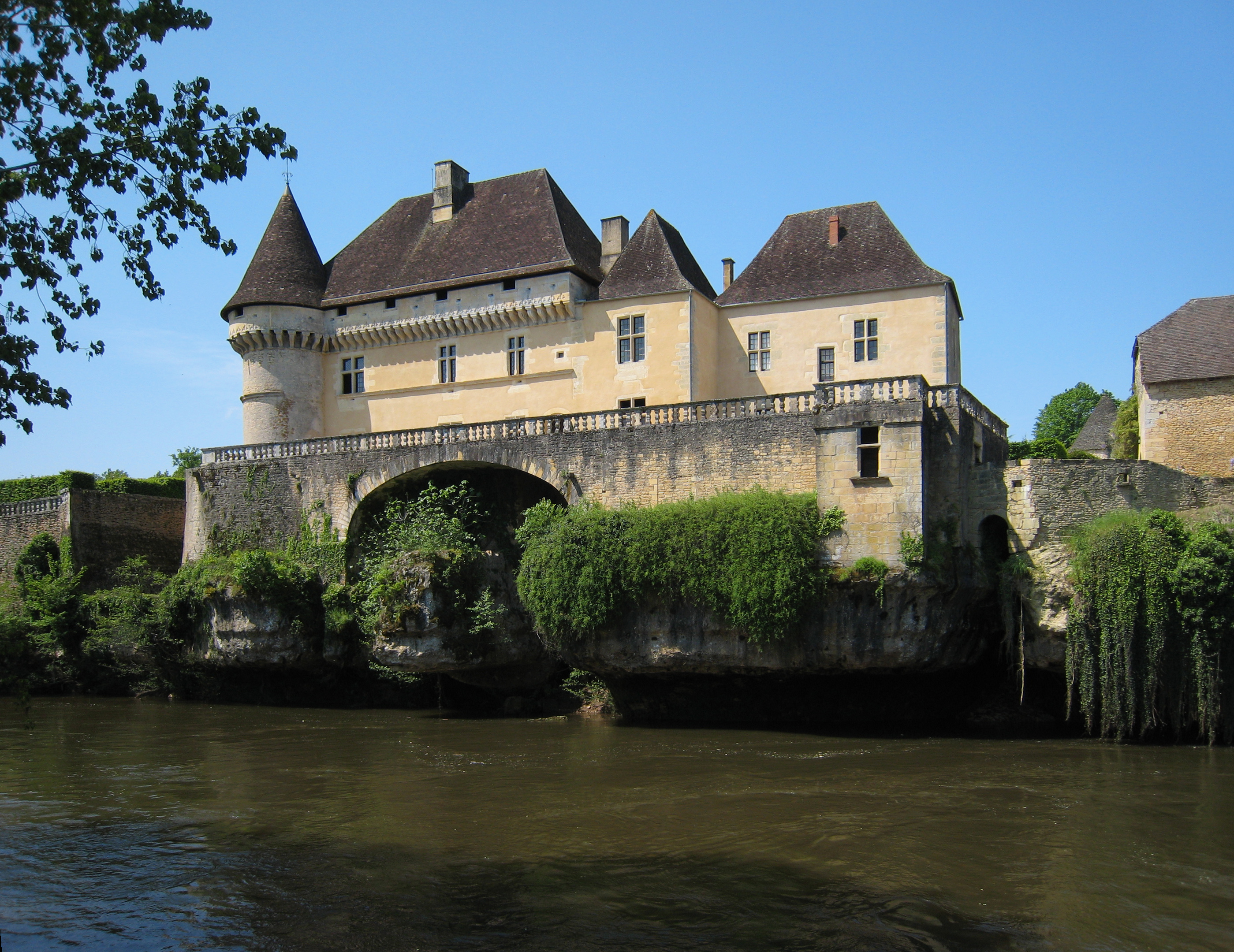
Le château de Losse à Thonac.

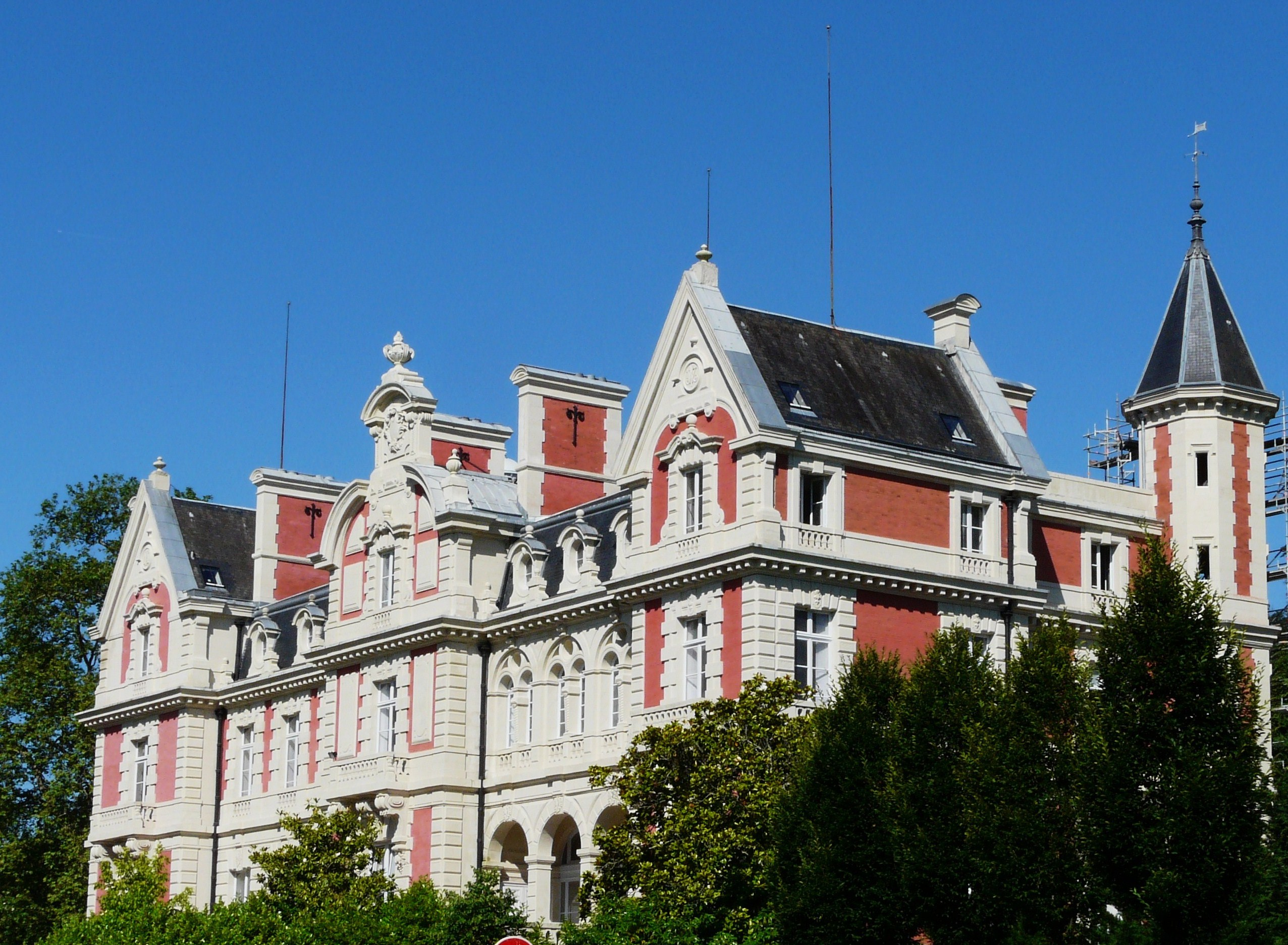
Ancienne annexe de l'hôpital de Périgueux, le château Magne à Trélissac.

  - 1986 : 831, Voyage incertain, film de Jean-Louis Lignerat[118],[3].
  - 2007 : Jacquou le Croquant, film de Laurent Boutonnat (pont sur la Vézère)[39],[23].
  - 2008 : Vilaine, film de Jean-Patrick Benes et Allan Mauduit[107].

- Thiviers
  - 1979 : Le Roi qui vient du sud, feuilleton télévisé de Marcel Camus (château de la Filolie)[3].
  - 2004 : Les Gaous, film d'Igor Sékulic (gare)[52].
  - 2010 : Un jour mon père viendra, film de Martin Valente[3].

- Thonac
  - 1998 : À tout jamais, une histoire de Cendrillon, film d'Andy Tennant (château de Losse)[35],[3].

- Tocane-Saint-Apre
  - 2008 : Vilaine, film de Jean-Patrick Benes et Allan Mauduit (église)[107],[7].

- Trélissac
  - 1974 : Arsène Lupin - Herlock Sholmes lance un déf, série télévisée de Jean-Pierre Desagnat (château de Caussade)[3].
  - 2007 : Timboektoe, film de David Schram (route du Pont, annexe de l'hôpital de Périgueux)[3].
  - 2009 : 8 fois debout, film de Xabi Molia[8].

- Trémolat
  - 1969 : Le Boucher, film de Claude Chabrol (école, église)[121],[122].
  - 2013 : Richelieu, la Pourpre et le Sang, téléfilm d'Henri Helman (scènes de gabares sur la Dordogne)[59].
  - 2017 : Les Fauves, film de Vincent Mariette (camping)[10].

- Tursac
  - 1977 : Les Duellistes, film de Ridley Scott[74],[75].
  - 1986 : 831, Voyage incertain, film de Jean-Louis Lignerat[118],[3].
  - 2007 : Timboektoe, film de David Schram (camping de la ferme Fournet)[3].
  - 2010 : Nicolas Le Floch, série télévisée, épisode Le Grand veneur réalisé par Nicolas Picard-Dreyfuss (domaine de Marzac, maison forte de Reignac)[3].
  - 2011 : Désordres, film d'Étienne Faure[3],[1].
  - 2011 : Rani, série télévisée d'Arnaud Sélignac (site de la Madeleine, domaine de Marzac)[3].
  - 2024 : Fortune de France, série télévisée de Christopher Thompson (abri de la Madeleine[123], château de Marzac[124]).

## V
- Haut – A
- B
- C
- D
- E
- F
- G
- H
- I
- J
- K
- L
- M
- N
- O
- P
- Q
- R
- S
- T
- U
- V
- W
- X
- Y
- Z

- Valeuil

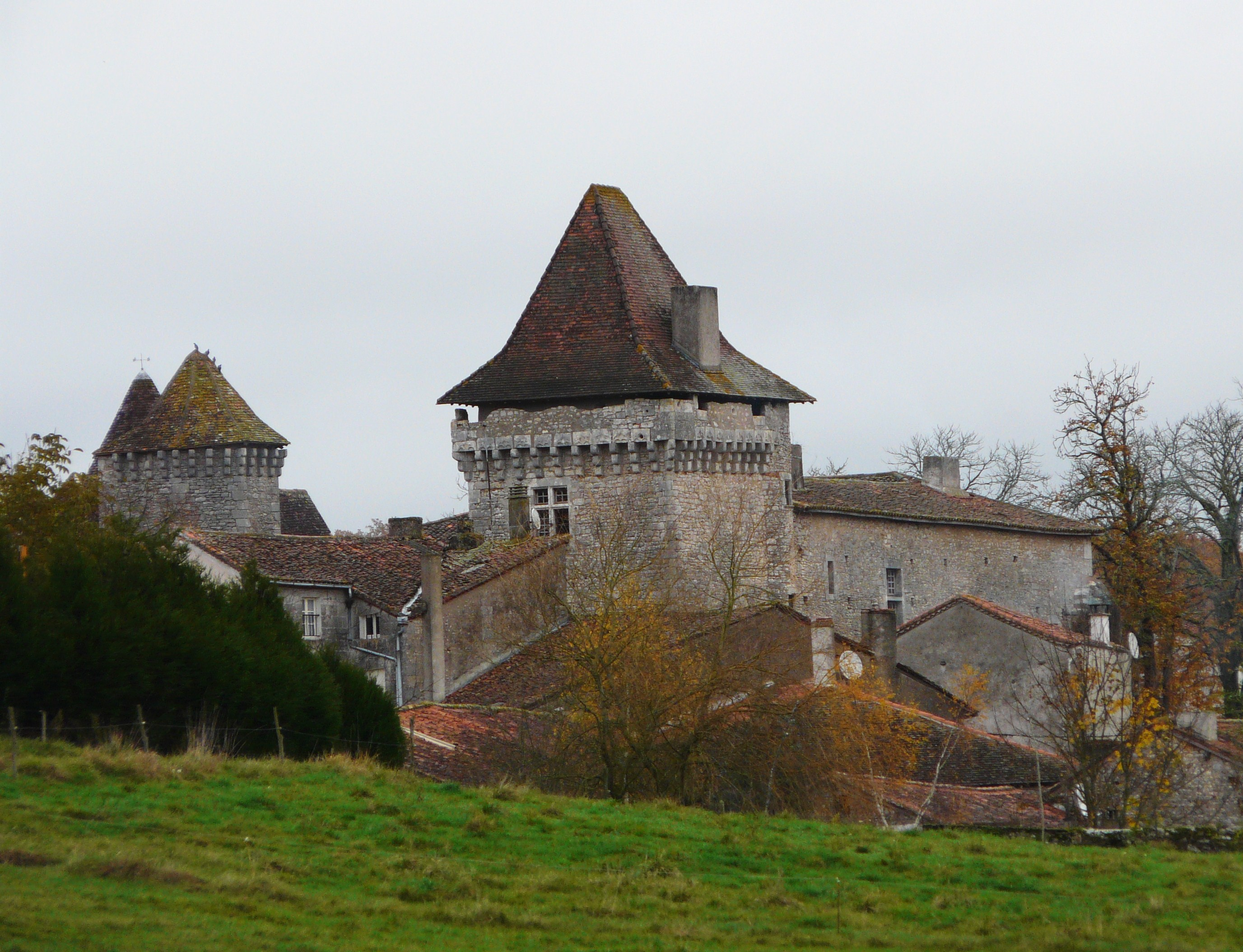
Le château de Varaignes.

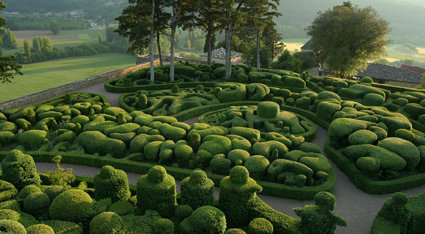
Les jardins de Marqueyssac à Vézac.

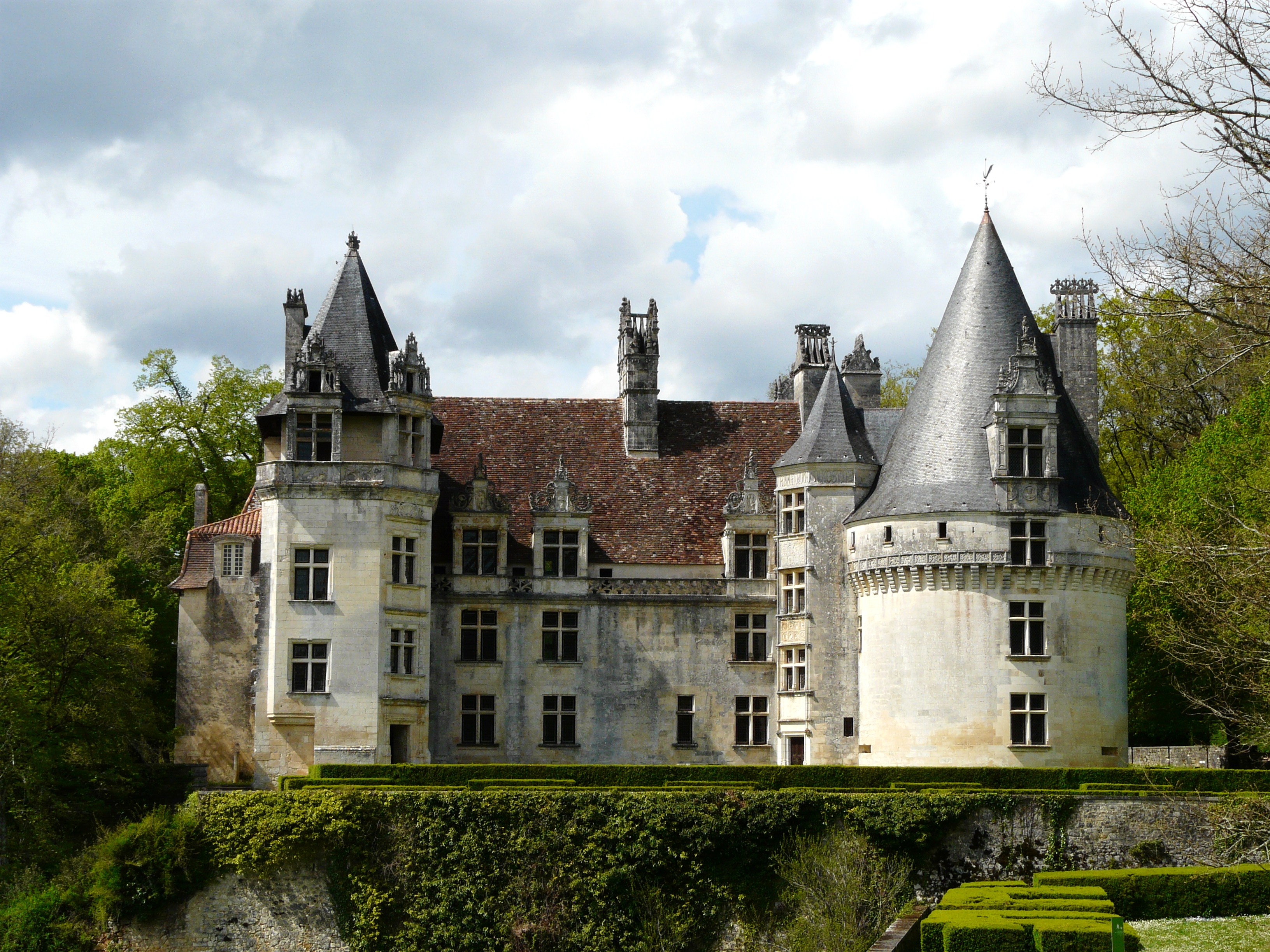
Le château de Puyguilhem à Villars.

  - 2009 : 8 fois debout, film de Xabi Molia[8].

- Vanxains
  - 2011 : Mon arbre, film de Bérénice André.

- Varaignes
  - 2006 : Nos jours heureux, film d'Olivier Nakache et Éric Toledano (château de Varaignes)[3].

- Veyrines-de-Domme
  - 1960 : Le Capitan, film d'André Hunebelle (lieu-dit le Petit Pouget)[24],[25].

- Vézac
  - 2008 : Mittaï, film d'Anbu (jardins de Marqueyssac)[3].
  - 2010 : Camping 2, film de Fabien Onteniente[58].

- Villars
  - 1974 : Arsène Lupin - La demeure mystérieuse, série télévisée de Jean-Pierre Desagnat[3].
  - 1974 : Arsène Lupin - Les 8 coups de l’Horloge, série télévisée de Jean-Pierre Desagnat (bourg, château de Puyguilhem)[3].
  - 1979 : Le Roi qui vient du sud, feuilleton télévisé de Marcel Camus (château de Puyguilhem)[3].
  - 1987 : Guillaume Tell, série télévisée (abbaye de Boschaud)[3].
  - 1992 : L'Élixir d'amour, téléfilm de Claude d'Anna (château de Puyguilhem)[3].
  - 2001 : Le Pacte des loups, film de Christophe Gans (château de Puyguilhem)[86],[87].
  - 2009 : Cartouche, le brigand magnifique, téléfilm d'Henri Helman (château de Puyguilhem)[49],[50].

- Villetoureix
  - 2008 : Vilaine, film de Jean-Patrick Benes et Allan Mauduit (église)[107],[7].

- Vitrac
  - 1977 : Les Duellistes, film de Ridley Scott[74],[75].
  - 2007 : Timboektoe, film de David Schram (Caudon, camping Soleil la plage)[3].